# Österreichisch-ungarische Staatseisenbahngesellschaft

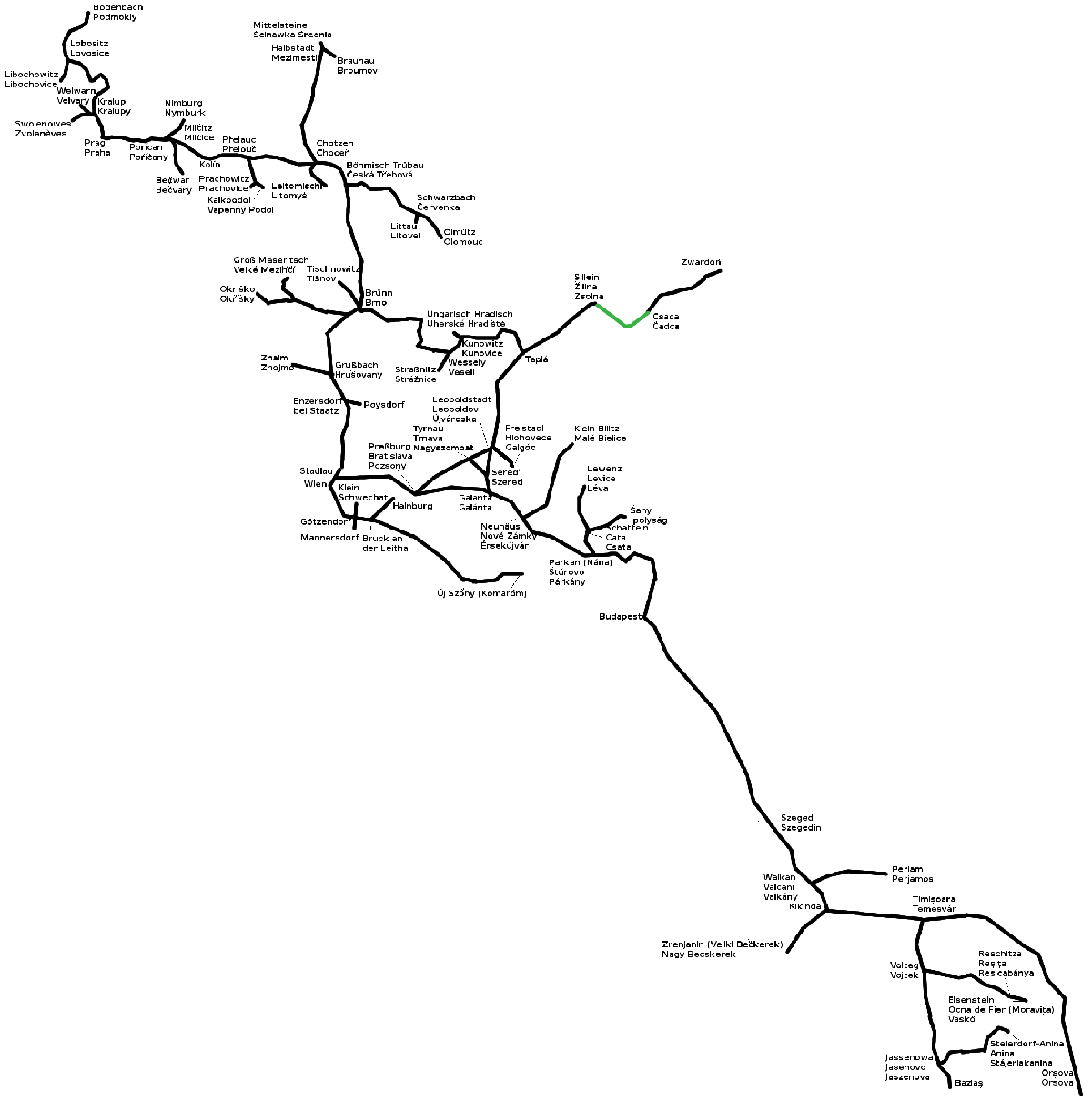
Streckennetz der Österreichisch-ungarischen Staatseisenbahngesellschaft

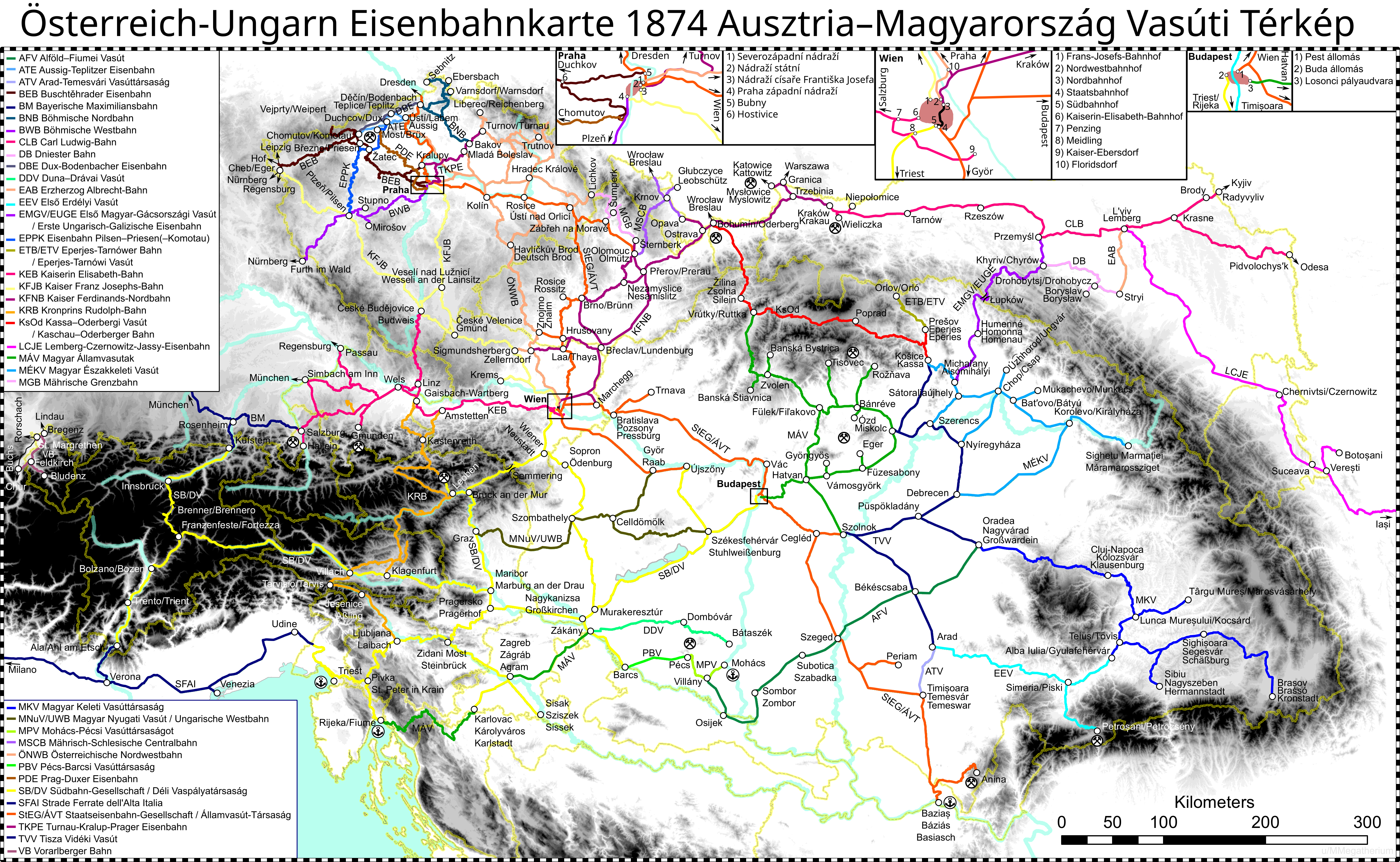
StEG-Streckennetz im Vergleich mit anderen Eisenbahngesellschaften

Die k.k. privilegierte Österreichisch-ungarische Staatseisenbahn-Gesellschaft (StEG), ungarisch: cs. k. szab. Osztrák-Magyar Államvasút-Társaság (OMÁV) – bis 1882 k.k. privilegierte Österreichische Staatseisenbahn-Gesellschaft bzw. cs. kir. szab. osztrák Államvasút-Társaság (ÁVT, auch OÁVT), war trotz ihres Namens eine private Eisenbahngesellschaft, deren Streckennetz in beiden Reichshälften von Österreich-Ungarn lag. Nach der Verstaatlichung der Eisenbahnen (1909) und dem Verlust der Besitzungen in den Kronländern wandelte sich das Unternehmen in einen Industriekonzern und benannte sich 1940 in Austria Email um.

## Geschichte

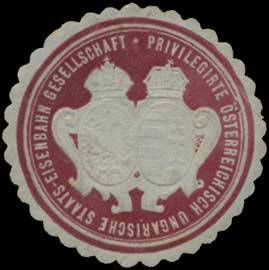
Siegelmarke der Österreich-ungarischen Staatseisenbahn

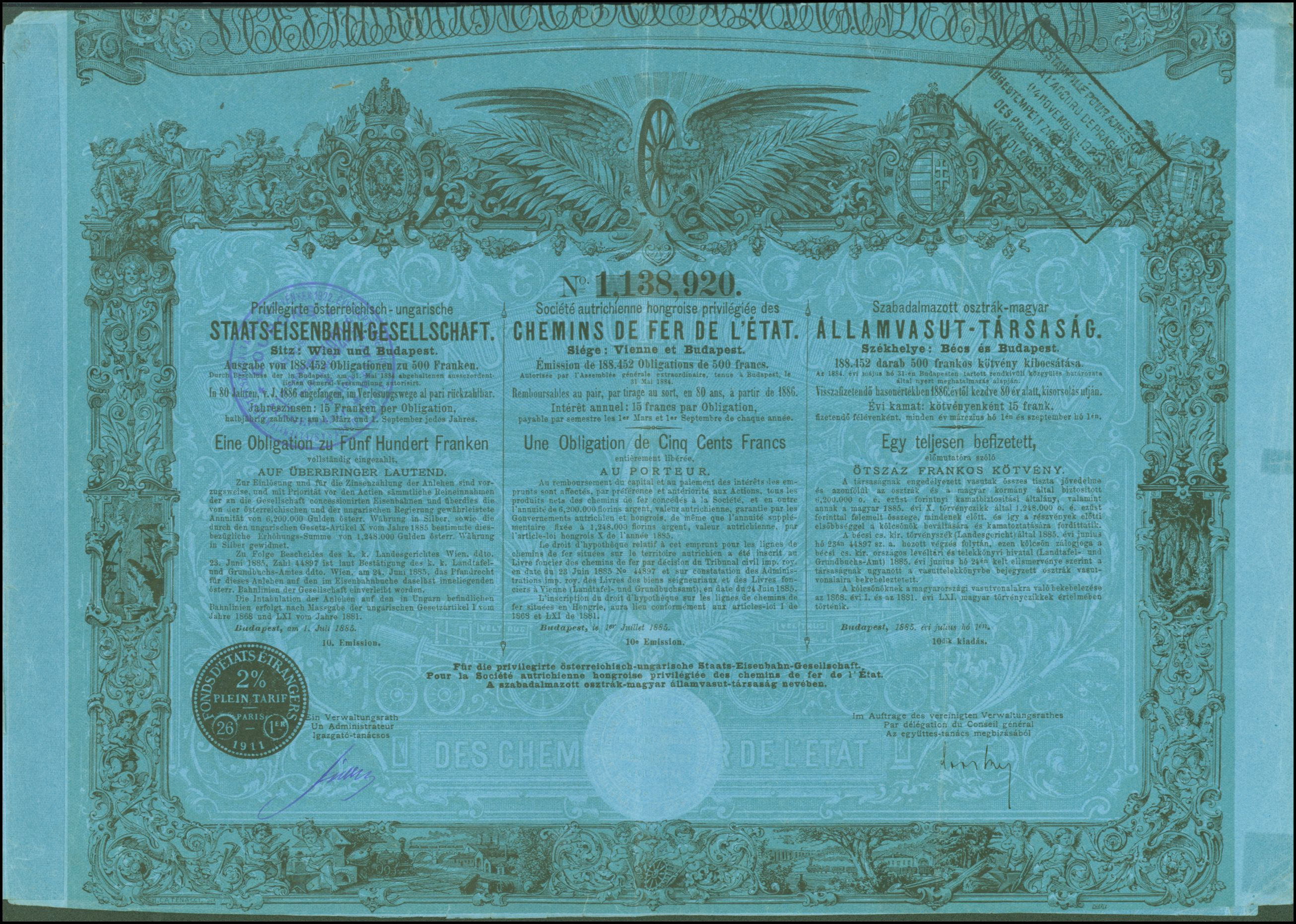
Obligation über 500 Franken der privilegierten Österreichisch-ungarischen Staatseisenbahn-Gesellschaft vom 1. Juli 1885

### Eisenbahngesellschaft
Die k.k. priveligierte österreichische Staats-Eisenbahn-Gesellschaft wurde am 17. Oktober 1854 vorwiegend mit Kapital der französischen Bank Crédit Mobiliér gegründet, beteiligt waren weiters die österreichischen Bankhäuser Simon von Sina und Arnstein & Eskeles. Die StEG erwarb die von Georg Simon von Sina gegründete k.k. priv. Wien-Raaber Bahn am 16. November 1854, es folgten am 1. Jänner 1855 die vom finanziell angeschlagenen österreichischen Staat abgestoßene Nördliche und die Südöstliche Staatseisenbahn, woraus sich auch der Name der Gesellschaft ableitete. Durch den Erwerb u. a. der Brünn-Rossitzer Eisenbahn am 1. Jänner 1870 sowie den Neubau von Strecken (das sog. Ergänzungsnetz) wuchs das Netz der StEG bis 1890 in der österreichischen Reichshälfte auf rund 1350 km an. Dazu kamen über 1500 km in Ungarn, vor allem die Strecke von Budapest über Szeged mit der Theiß-Brücke und Temesvár nach Orșova. 1868 bis 1870 wurde als Abschluss des Baus des Ergänzungsnetztes der neue Staatsbahnhof in Wien sowie die Stadlauer Staatsbahnbrücke über die gerade im Bau befindliche regulierte Donau errichtet, das dabei verwendete Schweißeisen kam von Schneider & Comp. aus Le Creusot in Frankreich.
Die Gesellschaft war lange Jahre französisch dominiert, so waren etwa 1873 in der Generaldirektion sieben der leitenden Beamten Franzosen. Auch im architektonischen Stil der Bahnhofsgebäude und in der Bauart der eingesetzten Lokomotiven zeigte sich lange die französische Dominanz. Besonders während der Amtszeit des Maschinendirektors Ernest Polonceau, der in den Jahren 1879 – 1885 Wilhelm von Engerth nachfolgte, wurden Schnellzugslokomotiven nach Vorbildern der Paris-Orleans-Bahn beschafft. In der Folgezeit sollte die StEG jedoch an die Grenzen ihres Wachstums stoßen.
In Ungarn war die StEG die größte private Eisenbahngesellschaft, der ungarische Staat betrachtete der Wirkung der Gesellschaft seit dem Ausgleich 1867 zunehmend mit Misstrauen. 1882 kam es schließlich zu einer Teilung des Unternehmens in einen österreichischen und einen ungarischen Zweig. Dieser erhielt eine eigene Direktion mit eigenständigem Verwaltungsrat mit Sitz in Budapest. Die Holding nannte sich in k.k. privilegierte Österreichisch-ungarische Staats-Eisenbahn-Gesellschaft um. Ungarn erhielt das Recht, die ungarischen Linien der StEG ab dem 1. Jänner 1895 zu übernehmen. Der seit längerem schwelende Streit um den Ausbau der Wien–Raaber-Strecke bis nach Budapest wurde mit einem Tauschgeschäft gelöst: die MÁV erhielt die Strecke bereits ab der Staatsgrenze in Bruck an der Leitha, dafür kam die Waagtalbahn in der heutigen Slowakei in den Besitz der StEG. Diese Teilung der Gesellschaft, welche die französischen Mehrheitseigentümer hinter dem Rücken der Wiener Direktion aushandelten, sorgte für großen Unmut in Wien und bei der österreichischen Regierung. Man warf der StEG vor, gegen österreichische Interessen zu handeln. Der Handelsminister gab sein Einverständnis nur unter der Prämisse, dass die Verträge zu Gunsten einer Gleichstellung Österreichs zu Ungarn abgeändert wurden.
Im Zuge der Teilungsverhandlungen erwarb die StEG das Recht, Lokalbahnen zu bauen. Ab 1882 kamen auf den Strecken der StEG bei Schnellzügen erstmals Schlafwagen und ab Ende August 1885 auch Speisewagen, geführt von der Compagnie Internationale des Wagon-Lits zum Einsatz. Diese Gesellschaft führte ab 1883 auch den berühmten Orient-Express, welcher von Wien bis Orsova das Netz der Staatseisenbahngesellschaft befuhr. 1887 scheiterte ein Versuch, durch die Übernahme der Orientbahn von Baron Hirsch zum Global Player zu werden.

#### Verstaatlichung
Die in Ungarn gelegenen Strecken sowie die Schiffsflotte auf der Donau wurden 1891 auf Druck des ungarischen Staates an die neugegründete ungarische Staatsbahn MÁV übergeben. Die StEG erhielt dafür als Entschädigung eine auf 75 Jahre Laufzeit abgeschlossene jährliche Rente – als „Ungarische Annuität“ bezeichnet – in der Höhe von netto 9,6 Millionen Gulden. Zugleich trat damit die französisch dominierte Führung der Gesellschaft ab, an deren Stelle trat als neuer „starker Mann“ Theodor Ritter von Taussig, Direktor des Hauptaktionärs Allgemeine Bodencreditanstalt. Dieser führte auch die Verhandlungen mit dem ungarischen Staat. Die neue Leitung entledigte sich weitestgehend des französischen Einflusses und betonte den österreichisch-ungarischen Charakter der Gesellschaft.
Ab 1902 führte auch der österreichische Staat Verhandlungen mit der StEG über die Einlösung ihres damals 1.366 Kilometer langen Streckennetzes in der österreichischen Reichshälfte. Am 21. Oktober 1909 wurde das Eisenbahnnetz der StEG Teil der k.k. österreichischen Staatsbahnen. Die Gesellschaft war zu diesem Zeitpunkt aufgrund ihrer langjährigen Expansionspolitik hoch verschuldet, so dass der Staat für die Einlösung kein Geld zahlte, sondern die Schulden der StEG zum größten Teil übernahm. Die Teilstrecken Bruck–Nickelsdorf und Marchegg–Grenze wurden 1920 der BBÖ zugeordnet.

### Industriekonzern
Schon in den ersten Jahren ihres Bestehens erwarb die StEG umfangreiche Besitzrechte an Kohlenbergwerken im böhmischen Kladno und an Industriebetrieben. Sie erwarb bereits im Jahr ihrer Gründung 1855 ein Eisenwerk im heute rumänischen Reschitza, im damals ungarischen Banat gelegen. Dieses baute in sehr geringem Umfang auch Lokomotiven. Die rund 130.000 Hektar großen Banater Besitzungen sollten zur wichtigsten Domäne der StEG werden, dort besaß die Gesellschaft neben dem stetig wachsenden Eisenwerk in Reschitza auch eigene Kohlengruben und Eisenerzvorkommen. Daneben befanden sich auf dem im Anina-Gebirge gelegenen Gebiet ausgedehnte Wälder sowie 72 Dörfer mit ca. 125.000 Bewohnern (1873), für welche die StEG die Patronats- und Herrschaftsrechte ausübte. Das Zentrum des Gebietes lag um Steierdor (Anina), wo sich die reichhaltigsten Kohlen- und Erzvorkommen befanden. Neben den Bergwerken befand sich in Anina ebenfalls ein weiteres großes Eisenwerk, welches die Schienen für die StEG walzte. Zur verkehrsmäßigen Erschließung dieses Gebiet und der Abfuhr ihrer Produkte ließ die Gesellschaft im Jahr 1863 die Banater Montanbahn bauen.
Die Bergwerke und Industriebetriebe fertigten größtenteils für den eigenen Bedarf der Gesellschaft. Neben Eisenteilen für die Lokomotivfabrik der StEG wurden auch Radsätze, Dampfkessel und stählerne Eisenbahnbrücken hergestellt. Diese wurden nicht nur für die eigene Gesellschaft erzeugt, sondern in ganz Mittel- und Südosteuropa vertrieben. Die böhmische Steinkohle, welche mangels eigener StEG-Strecken in diesem Gebiet durch die Buschtěhrader Eisenbahn abtransportiert wurde, wurde zum Teil auch an andere Industriebetriebe in der Region und an Einzelkunden in Prag verkauft. Insgesamt betrug die Kohlenförderung der StEG im Jahre 1872 rund 700.000 Tonnen, das Stahlwerk in Reschitza erzeugte im selben Jahr 12.550 Tonnen Eisenwaren.
Auf der ungarischen Donau wurde ein eigener Schiffsbetrieb mit zuletzt fünf Schaufelraddampfern, 25 Schleppdampfern und sieben Landungsschiffen unterhalten. Dieser ging im Zuge der Verstaatlichung 1891 an die MÁV.

#### Nach der Verstaatlichung der Eisenbahnen

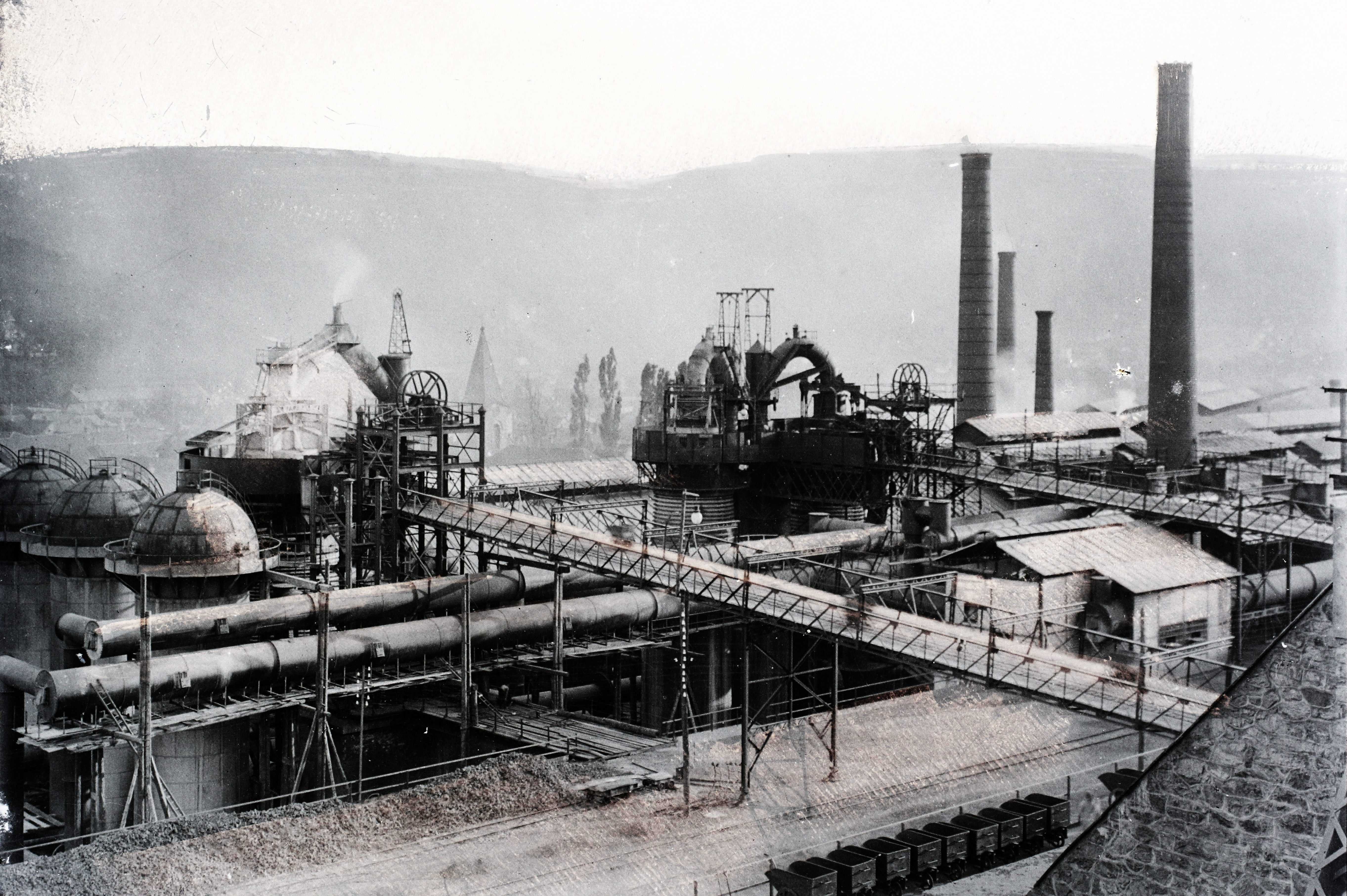
Das Stahlwerk in Reschitza (1914)

Nach der Verstaatlichung der Linien in der österreichischen Reichshälfte im Jahr 1909 wandelte sich die StEG unter Beibehaltung des Namens von einer Bahngesellschaft zu einem reinen Industriekonzern. Die jährlichen Ausgleichszahlungen Ungarns an die StEG bildeten dabei die finanzielle Absicherung und übertrafen mit einer Höhe von 19,6 Millionen Kronen zeitweise sogar die Einnahmen aus den Industriebetrieben. Im Jahr 1910 erreichte das Stahlwerk in Reschitza eine Produktion von 100.000 Tonnen Stahl, das stetig modernisierte Werk war 1914 eines der modernsten Stahlwerke der Habsburgermonarchie. Es wurden auch Geschütze für die k.u.k Armee hergestellt, beispielsweise eine 80-Millimeter-Kanone.
Im Ersten Weltkrieg war das Stahlwerk in Reschitza ein wichtiger Rüstungsbetrieb und stellte unter anderem Geschütze und Munition her. Auch Panzerteile für Autos und Militärfahrzeuge wurden gefertigt. Ab 1917 hatte das Werk zunehmend mit den Problemen der Kriegswirtschaft zu kämpfen. 1918 verpachtete die Gesellschaft ihre Kohlenbergwerke in Böhmen an eine Gruppe nordböhmischer Industrieller, eine Erschöpfung der dortigen Kohlevorkommen war absehbar.
Der Untergang der Habsburgermonarchie hatte einschneidende Verluste für die StEG zur Folge, ihre Besitzungen befanden sich nun auf dem Territorium von drei Staaten. 1919 endeten die jährlichen Ausgleichszahlungen Ungarns an die StEG vorerst, welche daraufhin in finanzielle Bedrängnis kam. Die Besitzungen in Reschitza wurden auf Druck des rumänischen Staates in eine eigene Aktiengesellschaft  umgewandelt, an denen die StEG zu Anfangs mit 60 % beteiligt war. Aufgrund der Tilgung der enormen Schulden der Gesellschaft verringerte sich dieser Anteil bald auf nur knapp 50 %. 1923 verlor die StEG schließlich im Zuge einer Kapitalerhöhung die Aktienmehrheit und damit die Verfügungsgewalt über das Werk in Reschitza.
In der Folge des Verlustes der Besitzungen im Ausland kam die StEG in eine Krise, die eine Sanierung der maroden Gesellschaft zur Folge hatte. Durch die Regelung der Ausgleichszahlungen durch die Reparationskommission konnte die Gesellschaft finanziell auf neue Beine gestellt werden. Im Sommer 1923 wurde kurzfristig eine Kapitalerhöhung durchgeführt und neue Aktien ausgegeben. Dadurch konnte ein Übernahmeversuch des Anteilseigners Sigmund Bosel abgewehrt werden. Mit tatkräftiger Hilfe des Hauptaktionärs Bodencreditanstalt wollte die StEG nun wieder ins Industriegeschäft einsteigen. Bereits 1921 gründete sie eine Aktiengesellschaft zur Herstellung von Lentz-Ventilsteuerungen für Dampflokomotiven. Im Jahre 1925 erwarb die Gesellschaft die Aktienmehrheit der Österreichischen Industriewerke Warchalowski, Eissler und Co. in Wien-Ottakring. War diese Übernahme zunächst noch vielversprechend, so gelangte Warchalowski und damit die StEG mangels Aufträgen in eine schwere Krise. 1928 wurde das Unternehmen im Fusionswege (mehr oder weniger zwangsweise) gänzlich übernommen. Die Betriebe dieser mittlerweile hoch verschuldeten Gesellschaft wurden jedoch mit Ausnahme des an der Sandleitengasse gelegenen Emailwerkes stillgelegt. 1927 kaufte sich die StEG in die Wagon-, Maschinen- und Brückenfabrik Slawonski Brod ein.
Die traditionsreiche StEG-eigene Lokomotivfabrik, älteste Lokomotivfabrik in Österreich und extern wie intern Stegfabrik genannt (Standort: Wien-Favoriten, Hintere Südbahnstraße 2), musste im Februar 1930 endgültig stillgelegt werden. Dem voraus ging der Zusammenbruch des StEG-Hauptaktionärs Bodenkreditanstalt im Jahr 1929. Diese war durch die offensive Geschäftspolitik ihres langjährigen Gouverneurs Rudolf Sieghart (1866–1934) in finanzielle Schwierigkeiten gelangt. Bundeskanzler Schober erzwang eine Fusion mit der Creditanstalt. Diese fusionierte nun alle mittlerweile in ihrem Besitz stehenden österreichischen Lokomotivfabriken (insgesamt vier) und legte diese bis auf die Wiener Lokomotivfabrik Floridsdorf still. Die Maschinenfabrik der StEG wurde noch im selben Jahr an Floridsdorf verkauft, die alle verwertbaren Anlagen abbaute und die Fabrik schloss.
Der Zusammenbruch der Bodenkreditanstalt hatte für die StEG weitreichende Folgen. Die Staatseisenbahngesellschaft erhielt eine neue Führung, die die Geschäftspolitik radikal änderte. Die „Ungarische Annuität“, sprich die Ausgleichszahlungen für die Verstaatlichung des ungarischen Streckennetzes, welche zuletzt mit 1,5 Millionen Schilling jährlich die Haupteinnahmequelle der StEG darstellte, wurde 1930 um 16,5 Millionen Schilling an einen englischen Versicherungskonzern verkauft. Damit konnten Schulden gedeckt und Abschreibungen auf verlustreiche Unternehmen vorgenommen werden. Im selben Jahr verkaufte die wirtschaftlich angeschlagene Creditanstalt ihre Anteile an der StEG an ein ausländisches Konsortium, dem auch der britische Rüstungskonzerns Vickers Ltd. angehörte.
Ab 1933 im Besitz einer ausländischen Holdinggesellschaft unter Führung des rumänischen Großindustriellen Max Ausnit, löste sich die StEG im Jahr 1938 jedoch wieder aus diesem Firmengeflecht und verzichtete endgültig auf ihren ausländischen Aktienbesitz. Sie konzentrierte sich in Folge ganz auf ihre Industriebetriebe in Wien-Ottakring und ging an die Fusion der österreichischen Emailfabrikation. Bereits im Jahr 1937 erwarb die StEG die Aktienmehrheit der Actiengesellschaft der Emaillirwerke und Metallwaarenfabriken Austria und im Jahre 1939 schließlich jene der Ditmar-Brünner Aktiengesellschaft. 1940 wurden diese beiden Gesellschaften im Fusionswege übernommen und die Firmierung auf Austria Vereinigte Emaillierwerke, Lampen- und Metallwarenfabriken Aktiengesellschaft (Austria Email) abgeändert. Damit wurde auch der traditionelle Name Staatseisenbahngesellschaft endgültig abgelegt, 31 Jahre nachdem die letzten Bahnstrecken der Gesellschaft verstaatlicht wurden.
→ zur weiteren Geschichte siehe: Austria Email AG

## Linien der StEG im heutigen Österreich

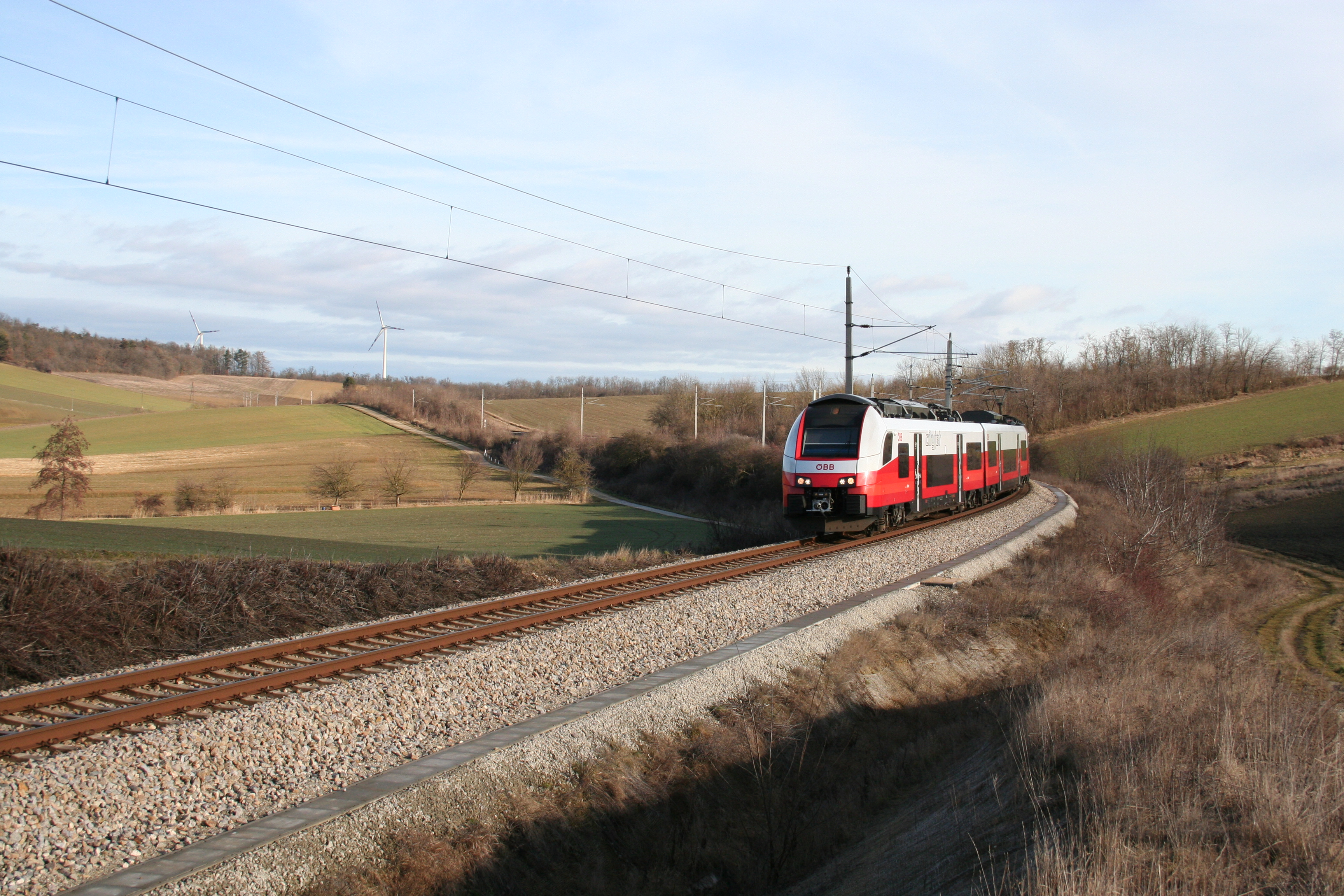
Laaer Ostbahn bei Niederkreuzstetten

Im heutigen Österreich umfasste das Netz der StEG–Verbindungen 255 km. Ausgangspunkt war der Staatsbahnhof in Wien, von 1914 an als Ostbahnhof bezeichnet, der 1956 bis 2009 Teil des Wiener Südbahnhofs war. Er wurde, mittlerweile an einem anderen Standort, funktionell vom Wiener Hauptbahnhof ersetzt.
Nach Osten führte eine Hauptstrecke in Richtung Budapest über Götzendorf nach Bruck an der Leitha (1846), wo bis 1920 ungarisches Staatsgebiet begann, zum heutigen Grenzbahnhof Nickelsdorf (1855). Von ihr zweigten 1884 in Götzendorf einerseits Bahnen nach Klein Schwechat und andererseits nach Mannersdorf ab. Von Bruck führte seit 1886/87 eine Strecke über Bad Deutsch Altenburg bis Hainburg an der Donau.
Die 1870 eröffnete Strecke von Wien nach Norden (Bahnstrecke Wien–Brünn) überquerte die Donau auf der Stadlauer Ostbahnbrücke und teilte sich dann im Bahnhof Stadlau nach Osten in Richtung Marchegg und Pressburg (Marchegger Ostbahn) sowie nach Norden über Mistelbach und Laa an der Thaya nach Brünn (Laaer Ostbahn). 1888 kam die Zweigbahn von Enzersdorf bei Staatz nach Poysdorf hinzu.
Dem innerstädtischen Verkehr in Wien diente seit 1886 eine kurze Stichstrecke von der Erdbergerlände zur Galopprennbahn Freudenau.

## Fahrbetriebsmittel

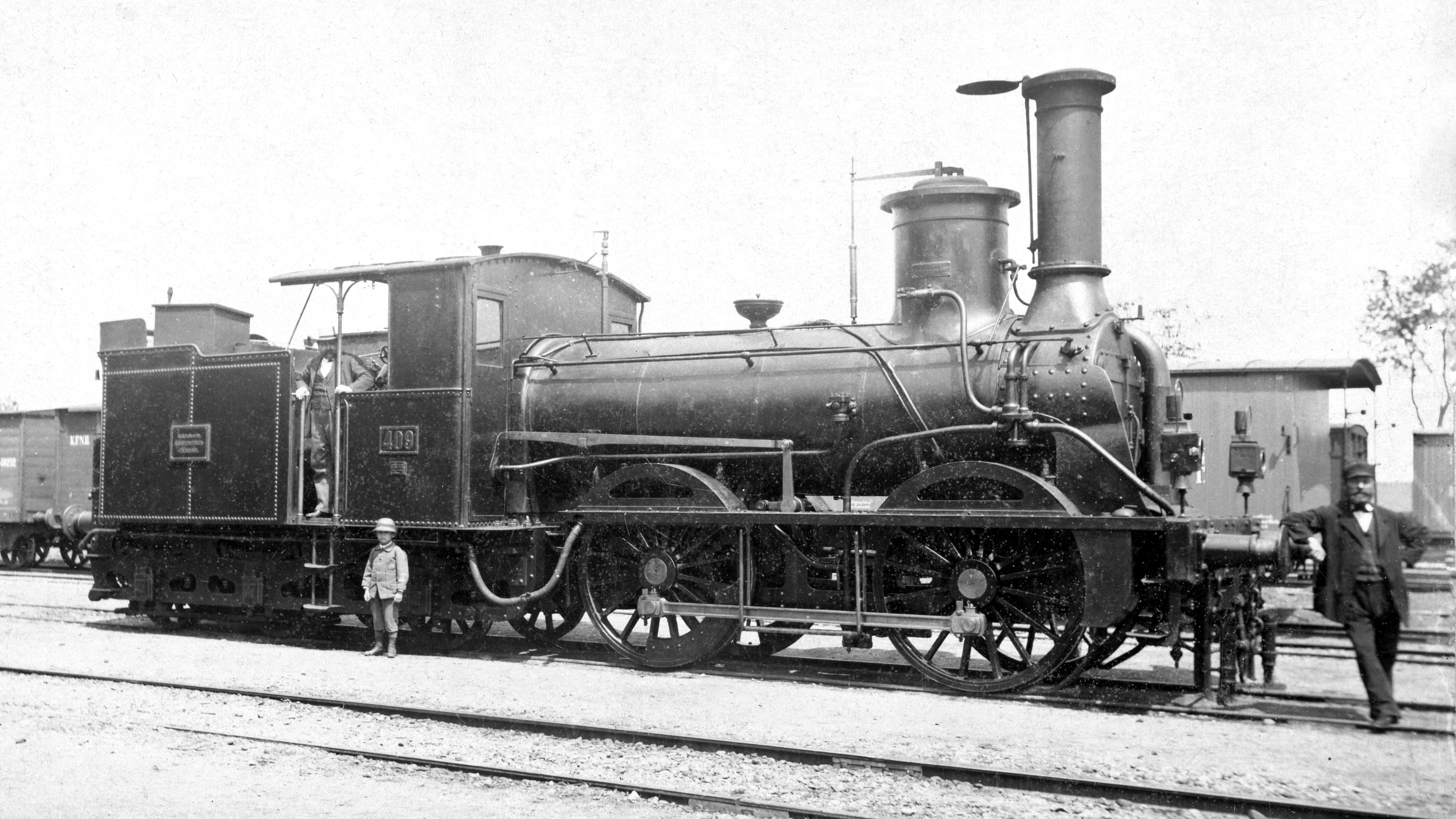
Schnellzuglokomotive Reihe StEG I der Bauart Engerth (gebaut ab 1857)

### Lokomotiven
Die Lokomotiven der StEG wurden mehrheitlich in der eigenen Lokomotivfabrik der StEG in Wien gebaut, bei Auslastung dieser wurden auch Cockerill, Hanomag oder die Maschinenfabrik Esslingen als Lieferanten hinzugezogen. Die gebauten Typen trugen lange die Handschrift der amtierenden Maschinendirektoren, deren erster Wilhelm von Engerth (1855 – 1879 im Amt) war. Unter seiner Leitung wurden vor allem Engerth-Stütztenderlokomotiven beschafft. Durch seinen Nachfolger, dem Franzosen Ernest Polonceau, bekamen die Lokomotiven ein typisch französisches Aussehen. Polonceau ließ auch von ihm bereits für die Paris-Orleans-Bahn konstruierte Typen bauen. Unter Franz Gerstner (1885 bis 1901 im Amt) wurden wieder Lokomotiven typisch österreichischer Bauart angeschafft. Letzter Maschinendirektor wurde Hans Steffan, der zugleich Chefkonstrukteur der StEG-Lokomotivfabrik war. In dieser Zeit unternahm die StEG nach längerem Zögern den Schritt zur Beschaffung von Heißdampflokomotiven.

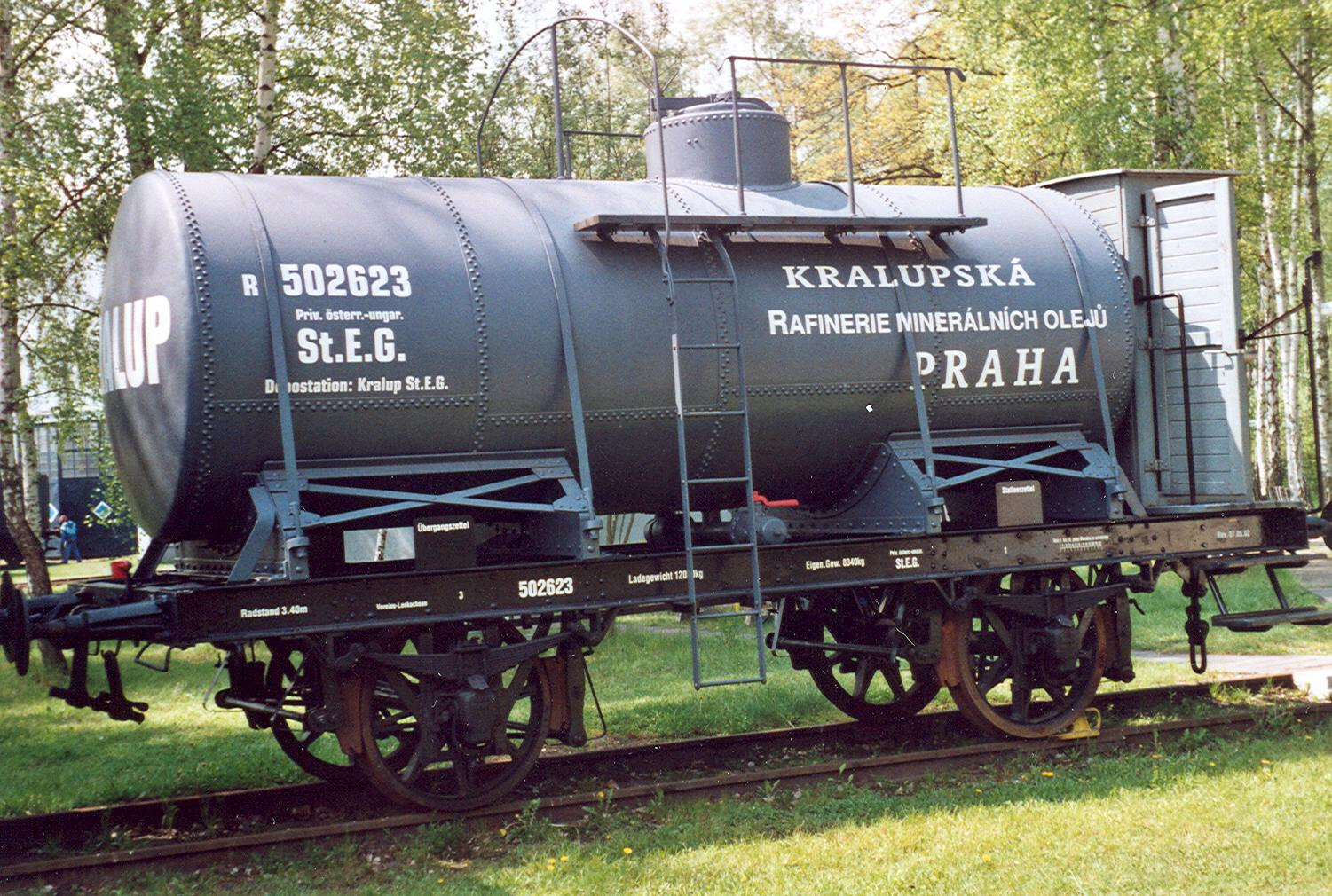
Kesselwagen der StEG (Museum Lužná u Rakovníka)

### Wagen
Bei den Personenwagen war die StEG ebenfalls lange Zeit sehr konservativ und es dominierten über Jahrzehnte kurze zweiachsige Abteilwagen. Lediglich in den Anfangsjahren nützte man von den Vorgängern übernommene vierachsige Durchgangswagen amerikanischer Bauart mit Mittelgang und Drehgestellen. Ab 1870 wurden zweiachsige Durchgangswagen Bauart Heusinger von Waldegg beschafft, die erstmals ein Klosett aufwiesen. 1873 wurden Doppelstockwagen nach französischen Vorbildern gebaut und 1888 kamen die ersten Personenwagen mit geschlossenen Plattformen in Betrieb. Die Waggons wurden in den folgenden Jahren immer größer, 1892 erschienen die ersten Dreiachser und ab 1901 wurden schließlich die ersten modernen vierachsigen Drehgestellwagen mit geschlossenen Plattformen für Schnellzüge angeschafft. Bei der StEG waren weiters die beiden Salonwagen von Kaiserin Elisabeth eingestellt, welche 1873 von Ringhoffer gebaut wurden.

## Hochbauten
Laut dem Architekturhistoriker Mihaly Kubinszky schuf die StEG auf Veranlassung ihres französischen Generaldirektors Jacques Maniel als erste Bahngesellschaft in Österreich einen genormten Baustil sowie einheitliche Bautypen für Aufnahmegebäude, Güterschuppen, Heizhäuser und sonstige Nebenbauten. Diese waren alle einheitlich mit für Österreich-Ungarn eher untypischem hohem Mittelrisalit und flachen Satteldächern sowie Dekor aus Rohziegeln versehen und trugen gemäß dem starken französischen Einfluss auch ebensolche Gestaltungsmerkmale. Erste Anwendungen dieses einheitlichen Gestaltungsstils lassen sich bis ins Jahr 1857 zurückverfolgen.
Die Kopfbahnhöfe Wien Ostbahnhof und Budapest Westbahnhof waren gemäß ihrer Stellung als Knoten- und Endpunkte des StEG-Netzes als repräsentative Anlagen gestaltet. Während der von Carl Schuhmann geplante Wiener Ostbahnhof aufgrund militärischer Vorgaben eher flach gebaut werden musste, wurde der Budapester Bahnhof mit einer hohen, von Gustave Eiffel konstruierten Halle versehen.

Bei den Aufnahmegebäuden auf den Hauptstrecken des „Ergänzungsnetzes“ gab es insgesamt drei Klassen. Die Gebäude der Klasse I wurden individuell entworfen, hingegen wiesen die Klassen II und III einheitlich 13 bzw. 7 Fensterachsen pro Seite auf. Während viele dieser Bahnbauten im Zuge von Renovierungen ihr markantes Aussehen verloren haben, finden sich an den ehemaligen StEG-Strecken noch einige restaurierte Bahnhöfe im ursprünglichen Erscheinungsbild.

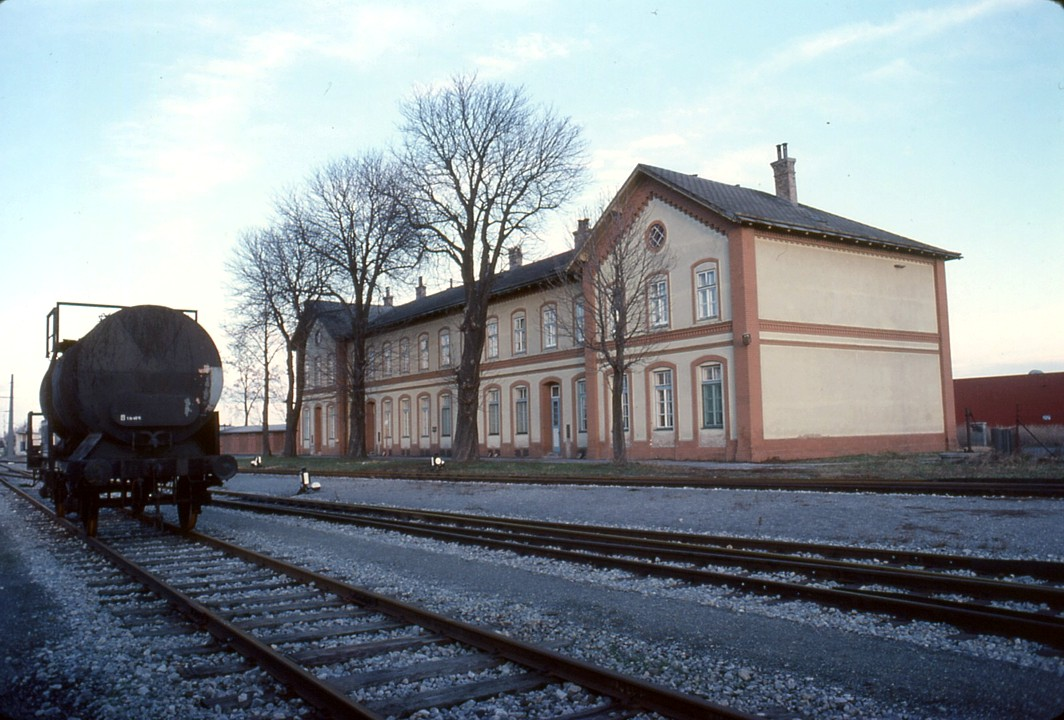
Bahnhof Süßenbrunn (Klasse I)
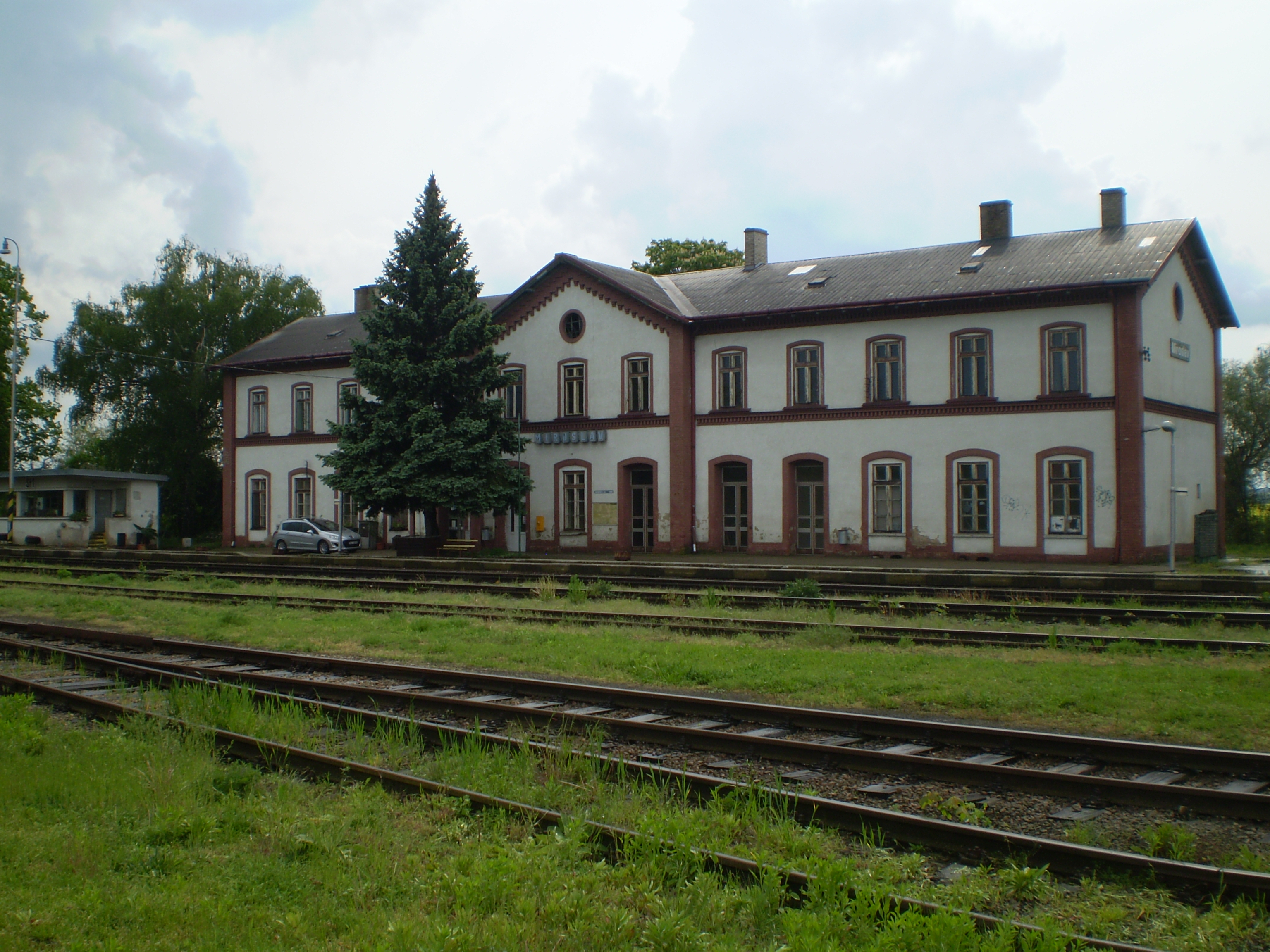
Bahnhof Miroslav (Klasse II)
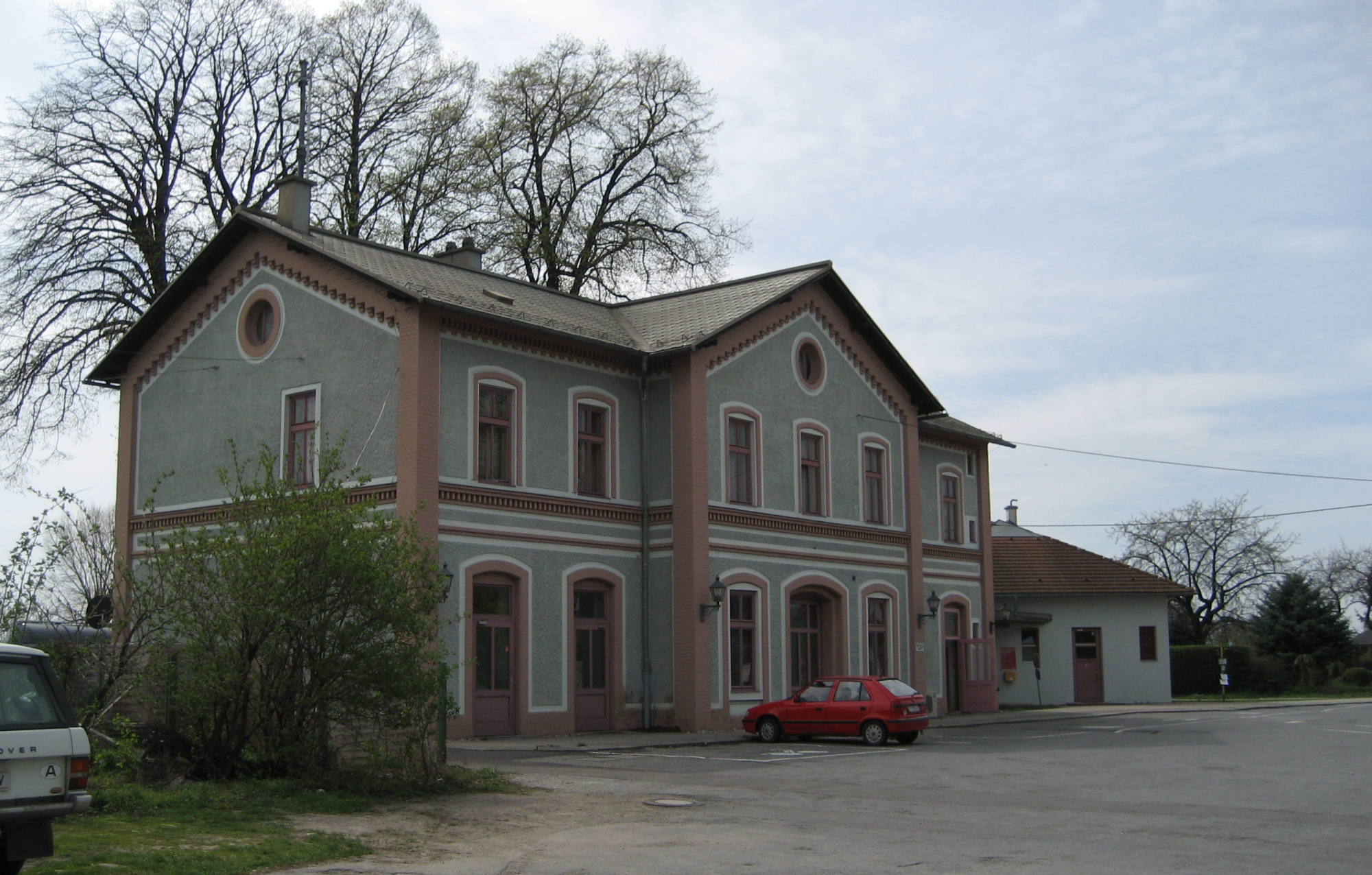
Bahnhof Siebenbrunn-Leopoldsdorf (Klasse III)
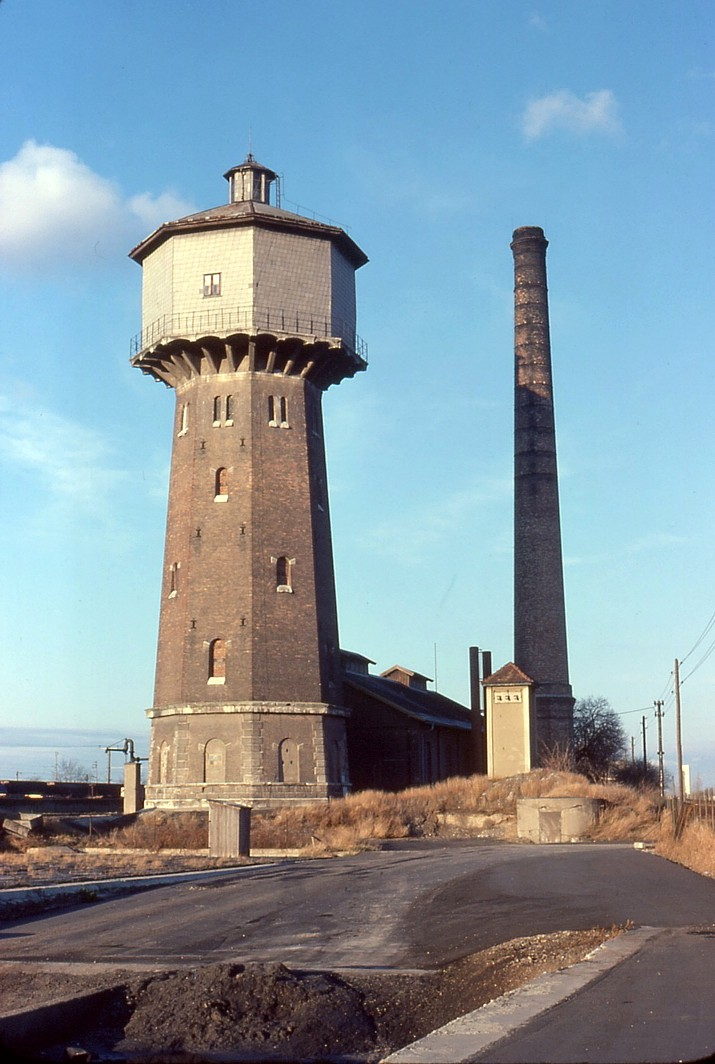
Wasserturm Süßenbrunn
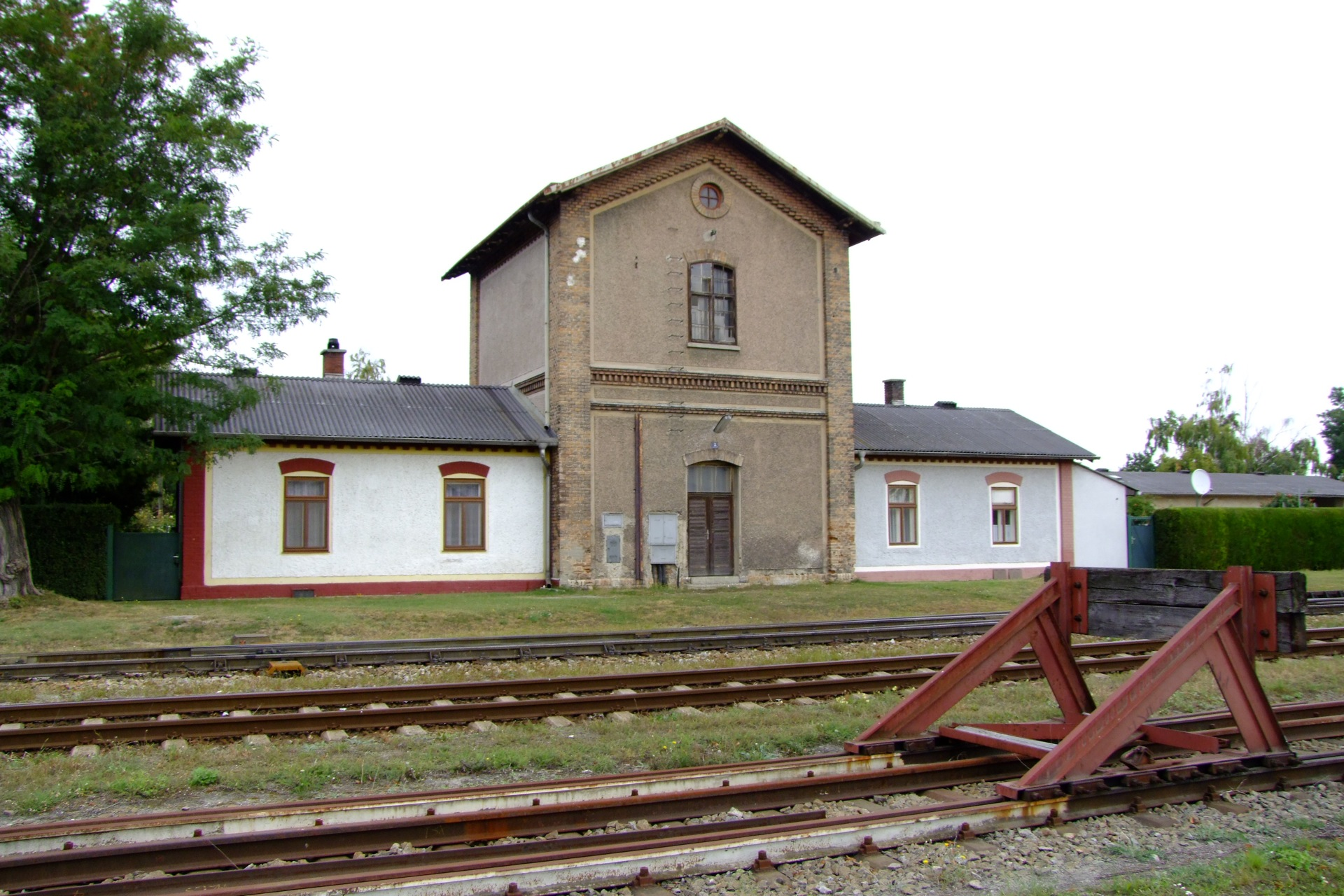
Wasserstation Siebenbrunn-Leopoldsdorf
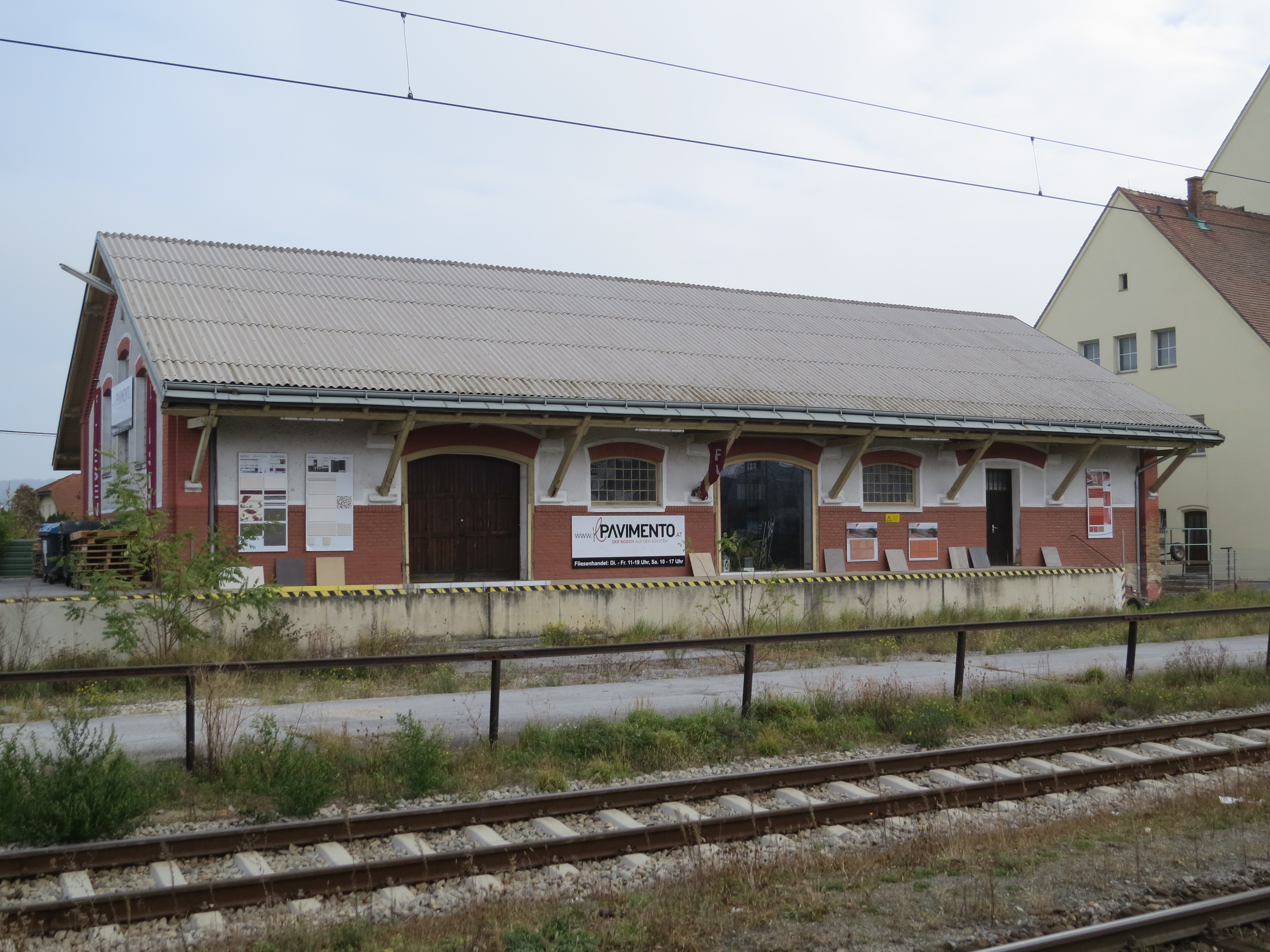
Güterschuppen Bahnhof Wolkersdorf
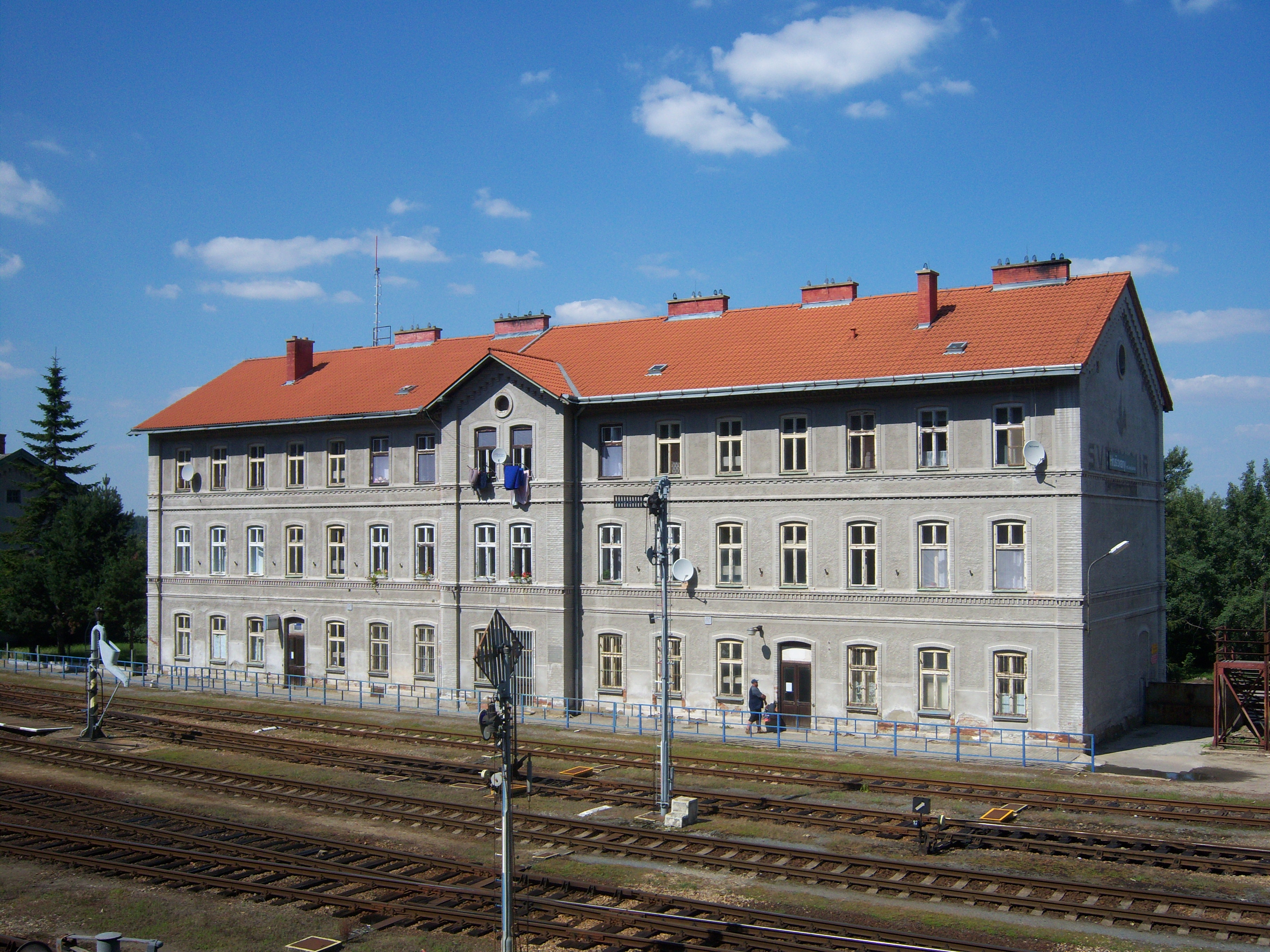
Personalwohnhaus Bahnhof Hrušovany nad Jevišovkou
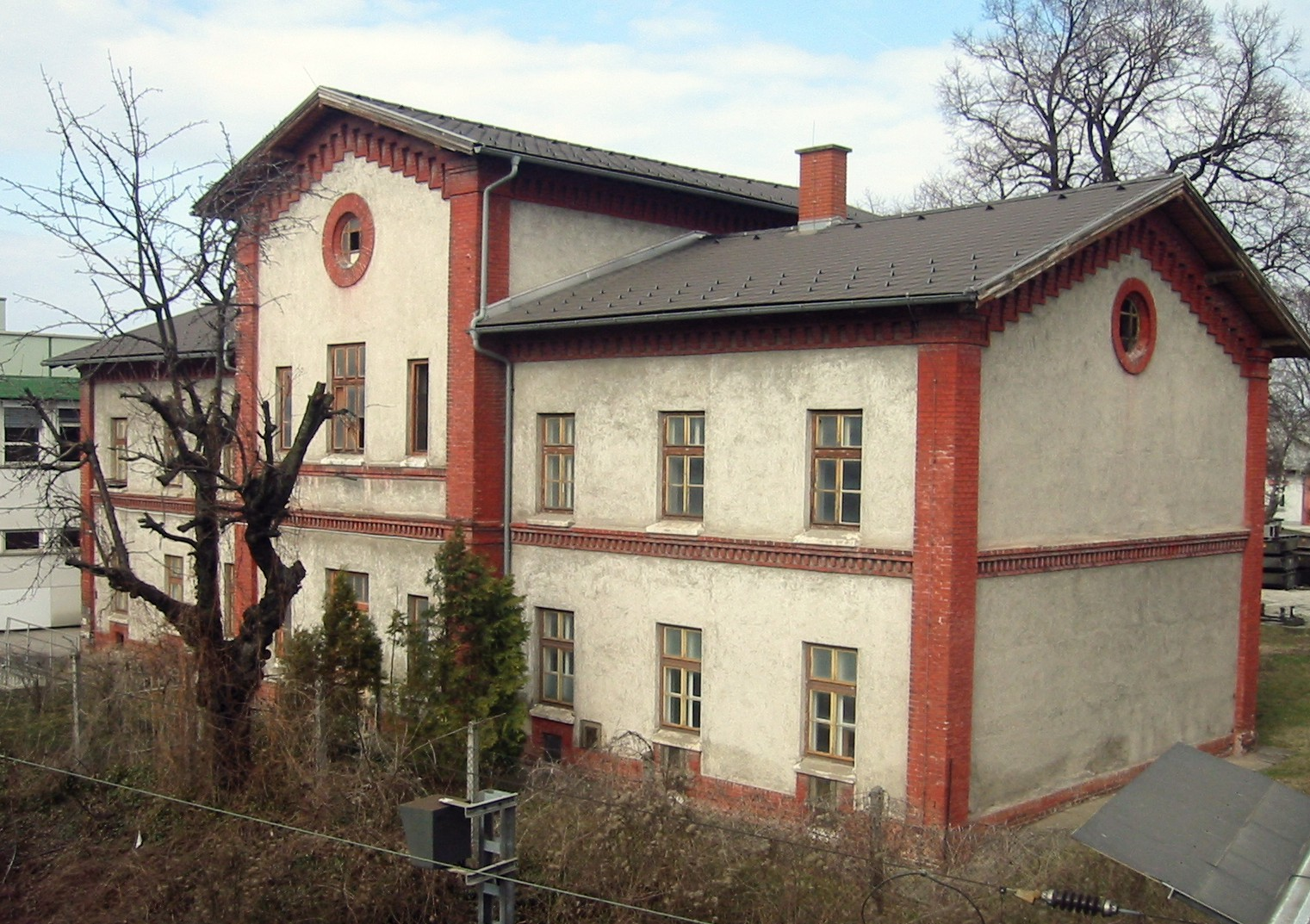
Wasserstation Werkstätte Simmering
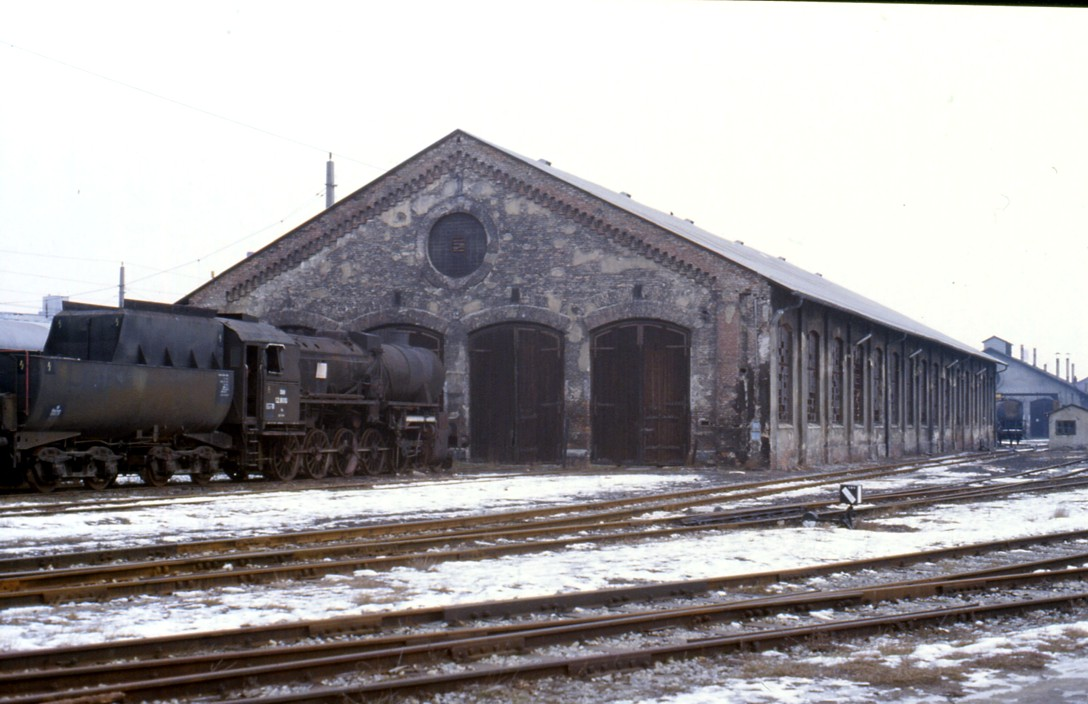
Heizhaus Stadlau (1989 abgerissen)

Der markante denkmalgeschützte Wasserturm des Bahnhofs Süßenbrunn diente dem Modellbahnhersteller POLA (heute im Sortiment von Faller) als Vorbild für ein Modell in Spurweite N.

## Streckennetz

### Österreichische Linien
Hauptbahnen

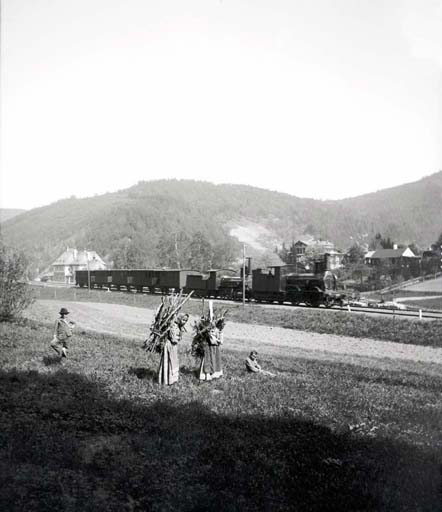
Ein Zug mit einer StEG I bei Adamov auf der Strecke Brünn–Böhm. Trübau (um 1893)

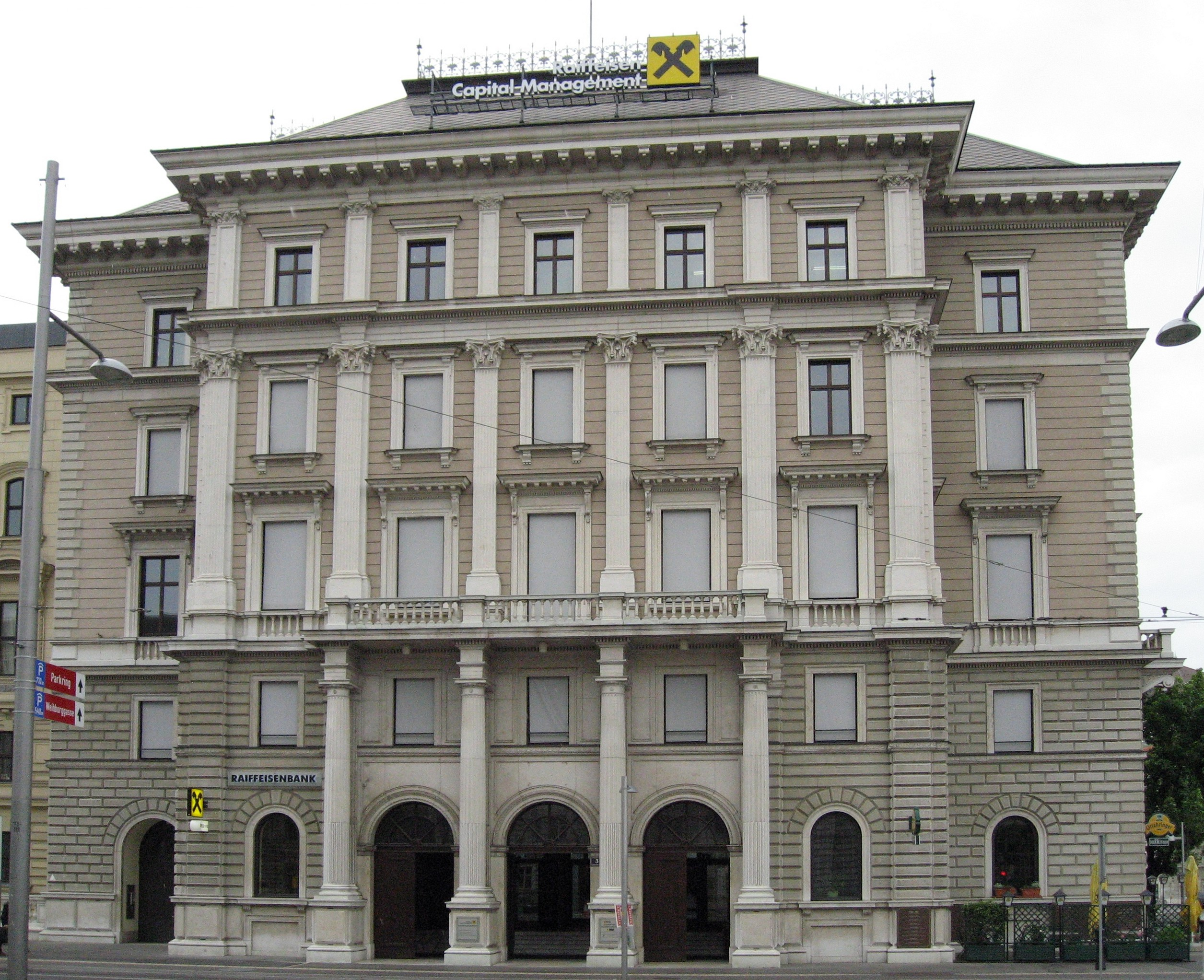
Ehemalige Generaldirektion der StEG am Schwarzenbergplatz 3 (Rekonstruktion von 1983)

- Wien–Wolkersdorf–Mistelbach–Laa/Thaya–Brünn und Brünn–Prag–Bodenbach (* 1870 fertiggestellt)
- Stadlau–Marchegg
- Grußbach–Znaim (* 1870)
- Chotzen–Halbstadt (* 1875)
- Halbstadt–Mittelsteine (* 1875/1876, 1889)
- Wenzelsberg–Starkoč (* 1876)
- Ungarisch Hradisch–Kunowitz (–Ungarisch Brod) (erbaut durch ÖLEG, 1884 erworben)
- Segen Gottes–Okříško (* 1886)
- Studenetz–Gross Meseritsch (* 1886)
- Enzersdorf bei Staatz–Poysdorf (* 1886)
- Brünn–Vlarapass (* 1887)
- Wessely–Landesgrenze nächst Strassnitz (* 1887/1893)
- Brünn-Rossitzer Eisenbahn: Brünn–Segen Gottes (1879 erworben)

Lokalbahnen
- Lobositz–Libochowitz (* 1882)
- Kralupp–Welwarn (* 1882)
- Přelautsch–Kalkpodol (* 1882)
- Kralupp–Zvolenowes (* 1886)
- Chotzen–Leitomischl (* 1882)
- Poříčany–Nimburg, Nimburg Stadt–Velelib (1882/1883/1896)
- Peček–Zasmuk, Bošic–Kauřim, Zweigbahn zur Zuckerfabrik Karlsthal (erbaut durch ÖLEG, 1884 erworben)
- Götzendorf an der Leitha–Mannersdorf am Leithagebirge (* 1884)
- Götzendorf an der Leitha–Klein-Schwechat (* 1884)
- Bruck an der Leitha–Hainburg an der Donau (* 1886)
- Zásmuk–Bečvár (* 1887)
- Jenschowitz–Lužetz (* 1887; nur Güterverkehr)
- Rudolsdorf–Landskron (* 1885)
- Schwarzbach–Littau (* 1886)

### Ungarische Linien
Hauptbahnen
- Marchegg–Budapest–Temeswar
- Bruck a.d. Leitha–Új Szőny (bei Komorn; 1882 an Ungarische Staatsbahn)
- Pozsony–Zsolna (ehemalige Strecke der Waagtalbahn, 1882 übernommen)
- Tyrnau–Szered (ehemalige Strecke der Waagtalbahn, 1882 übernommen)
- Ratzersdorf–Weinern (ehemalige Strecke der Waagtalbahn, 1882 übernommen)
- Pozsony–Ratzersdorf (* 1883)
- Galánta–Szered (* 1883)
- Nagytapolcsány–Nagybélic (* 1883)
- Szered–Lipótvár (* 1885)
- Csaca–Zwardoń (* 1885)
- Párkány–Nána-Csata (* 1885)
- Vlarapass (Landesgrenze)–Tepla (* 1887)

Lokalbahnen
- Valkány–Perjámos (* 1870)
- Vojtek–Németbogsán (* 1874)
- Kiskunfélegyháza–Csongrád (* 1888)
- Csata–Ipolyság (* 26. September 1886)

## Für Rechnung der Eigentümer betriebene Strecken
- Hohenstadt–Zöptau (* 1871; am 1. Juni 1872 von Mährischer Grenzbahn übernommen)
- Lokalbahn Brandeis an der Elbe–Neratowitz (* 1899)
- Lokalbahn Brünn–Lösch (* 1905)
- Lokalbahn Aujezd–Luhatschowitz (* 1905)
- Lokalbahn Nemotitz–Koritschan (* 1908)

## Bildergalerie

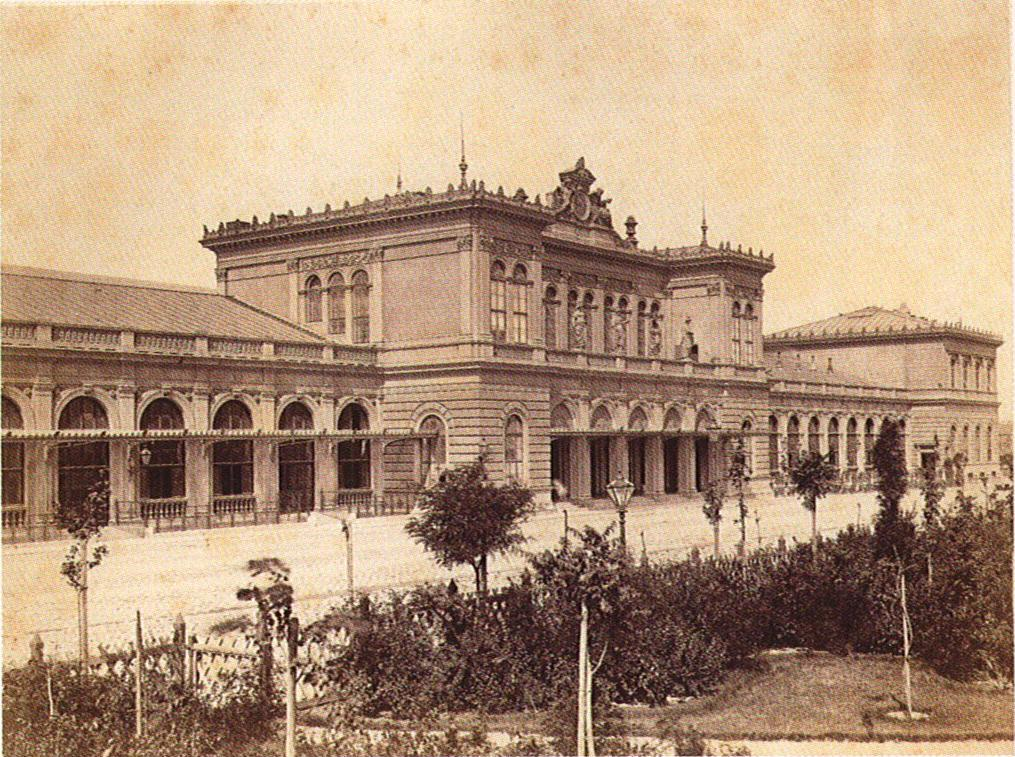
Der Staatsbahnhof (später Ostbahnhof) in Wien, betrieblicher Mittelpunkt der StEG
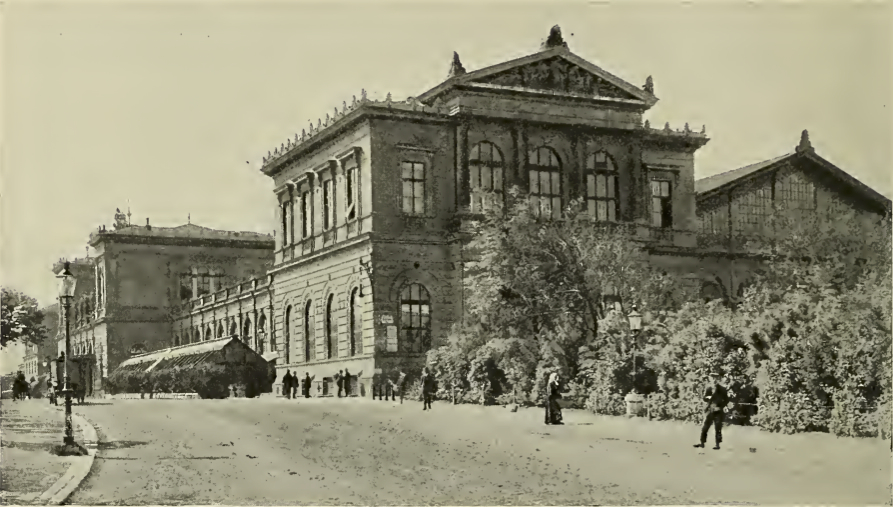
Abfahrtsseite des Staatsbahnhofes in Wien
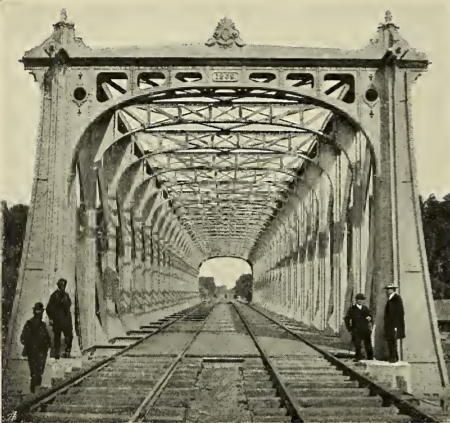
Brücke über den Donaukanal in Wien (1870)
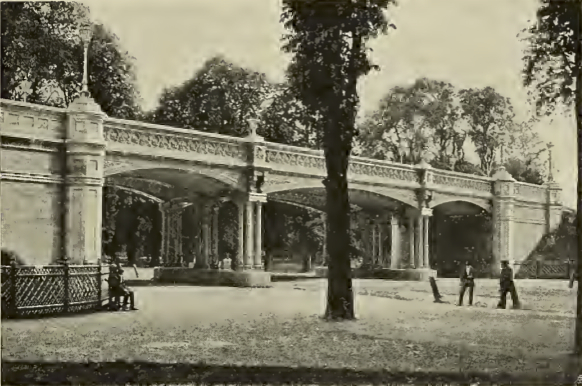
Brücke über die Hauptallee in Wien (1870)
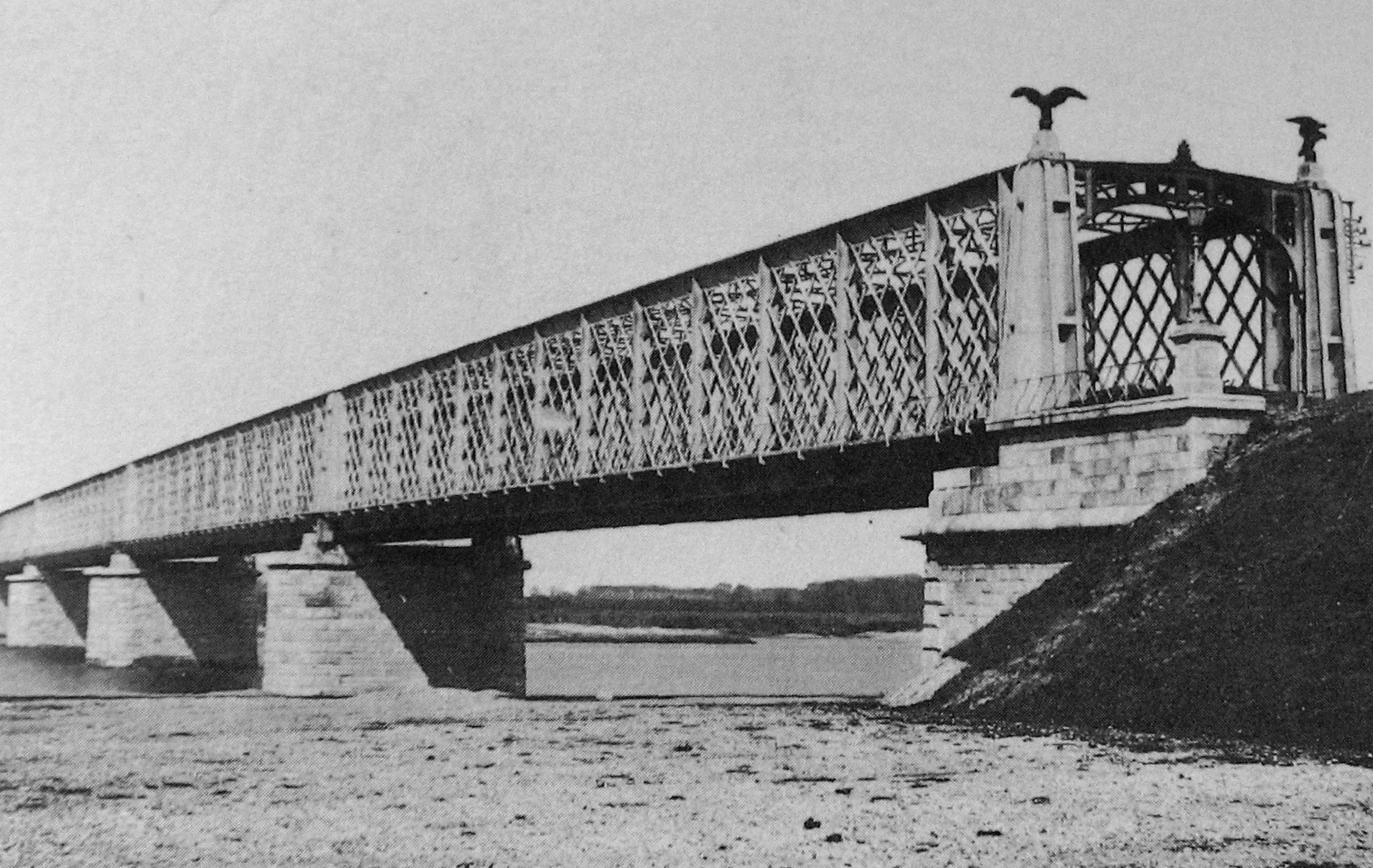
Stadlauer Staatsbahnbrücke über die regulierte Donau (1875)
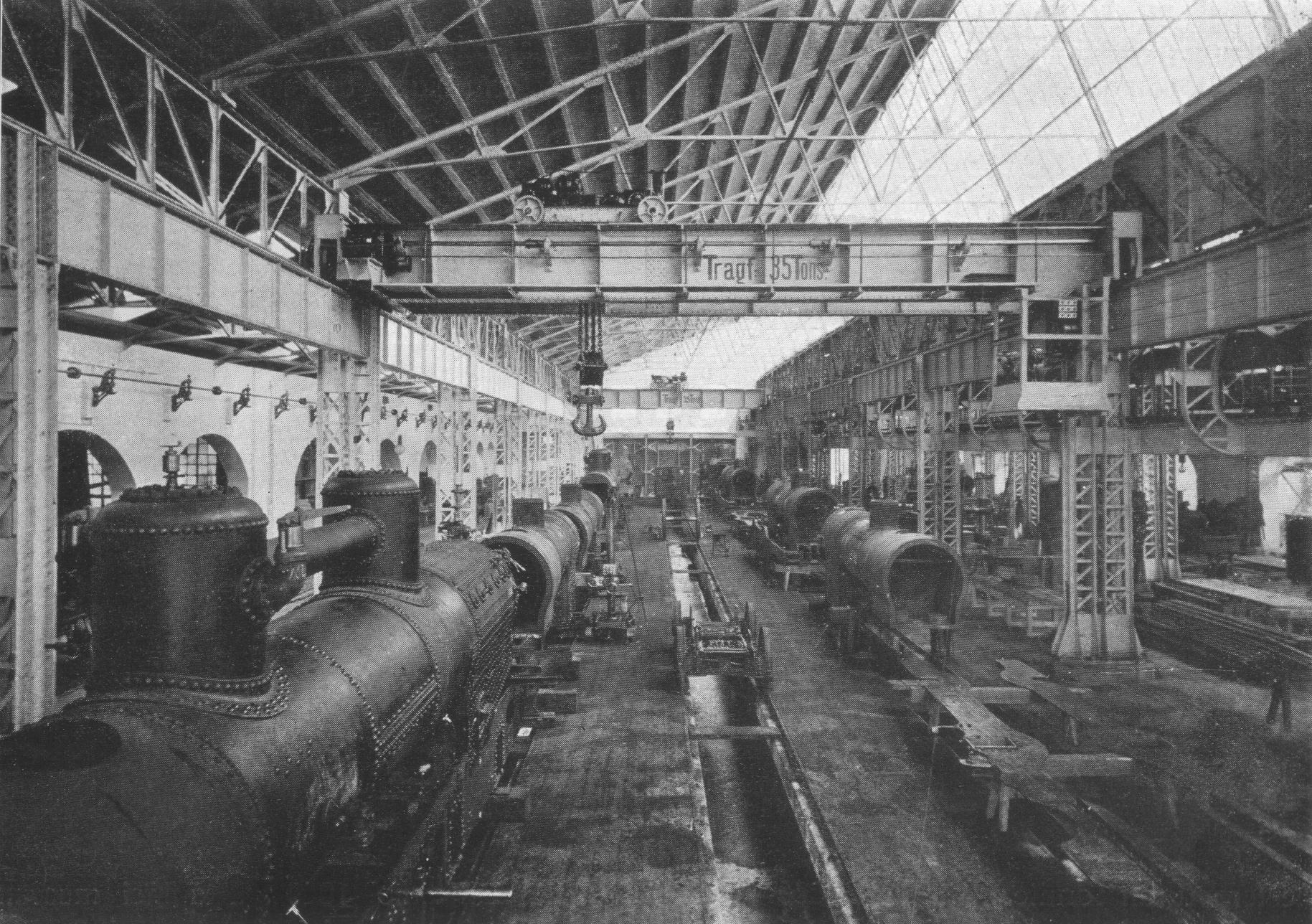
Blick in die Montagehalle der Lokomotivfabrik der StEG
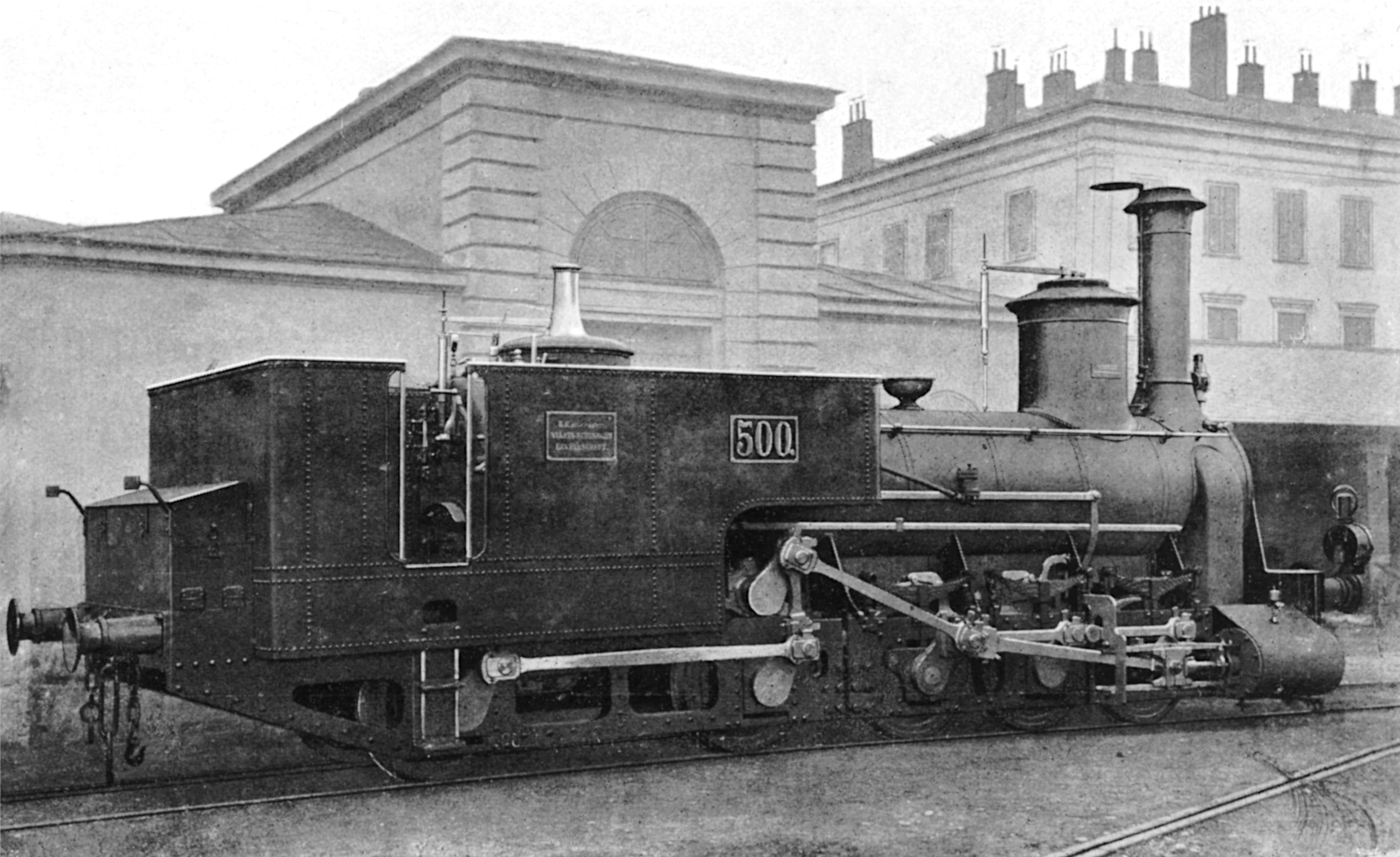
Engerth-Fink-Stütztender-Lokomotive „Steyerdorff“
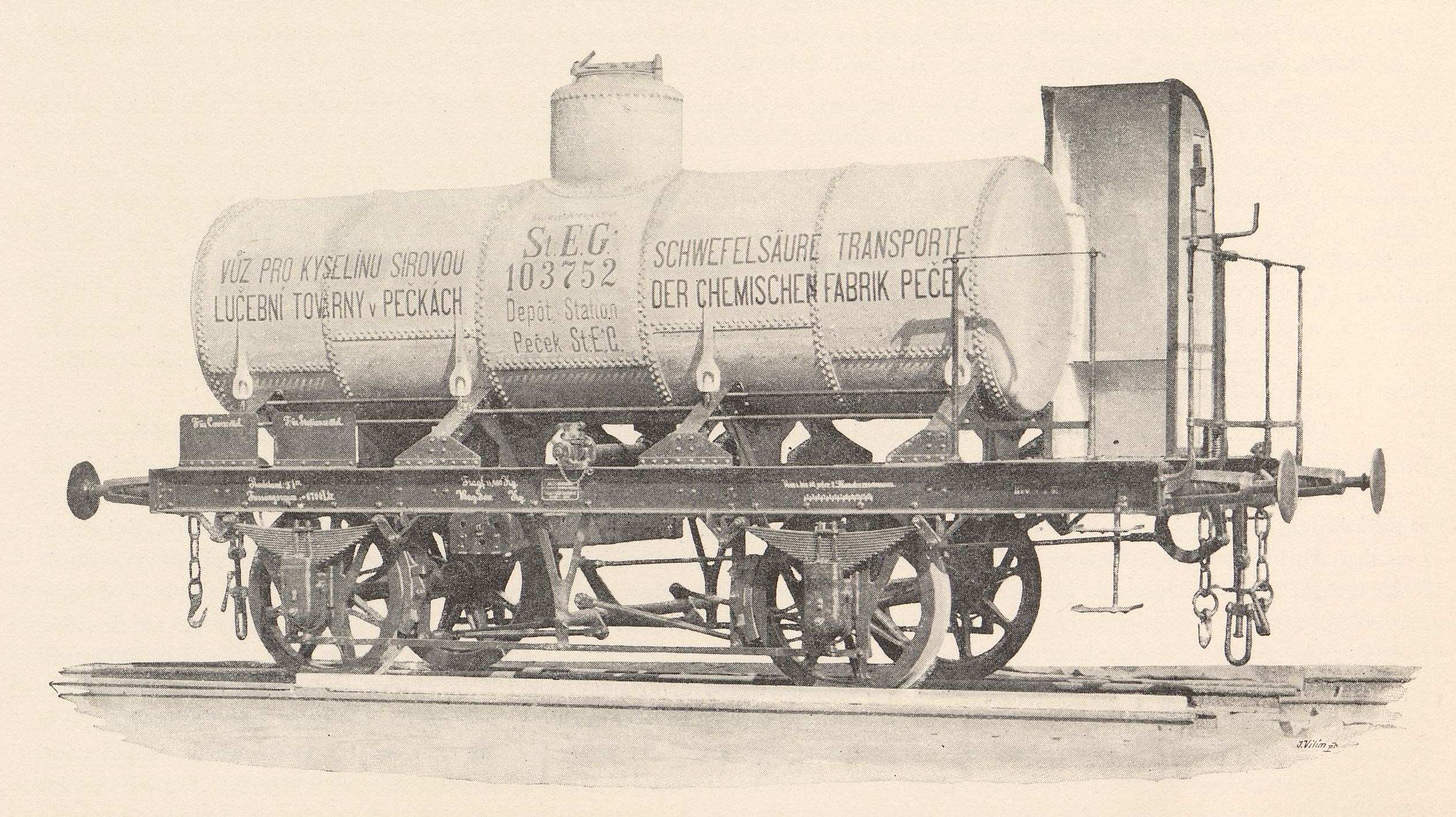
Schwefelsäure-Kesselwagen der StEG
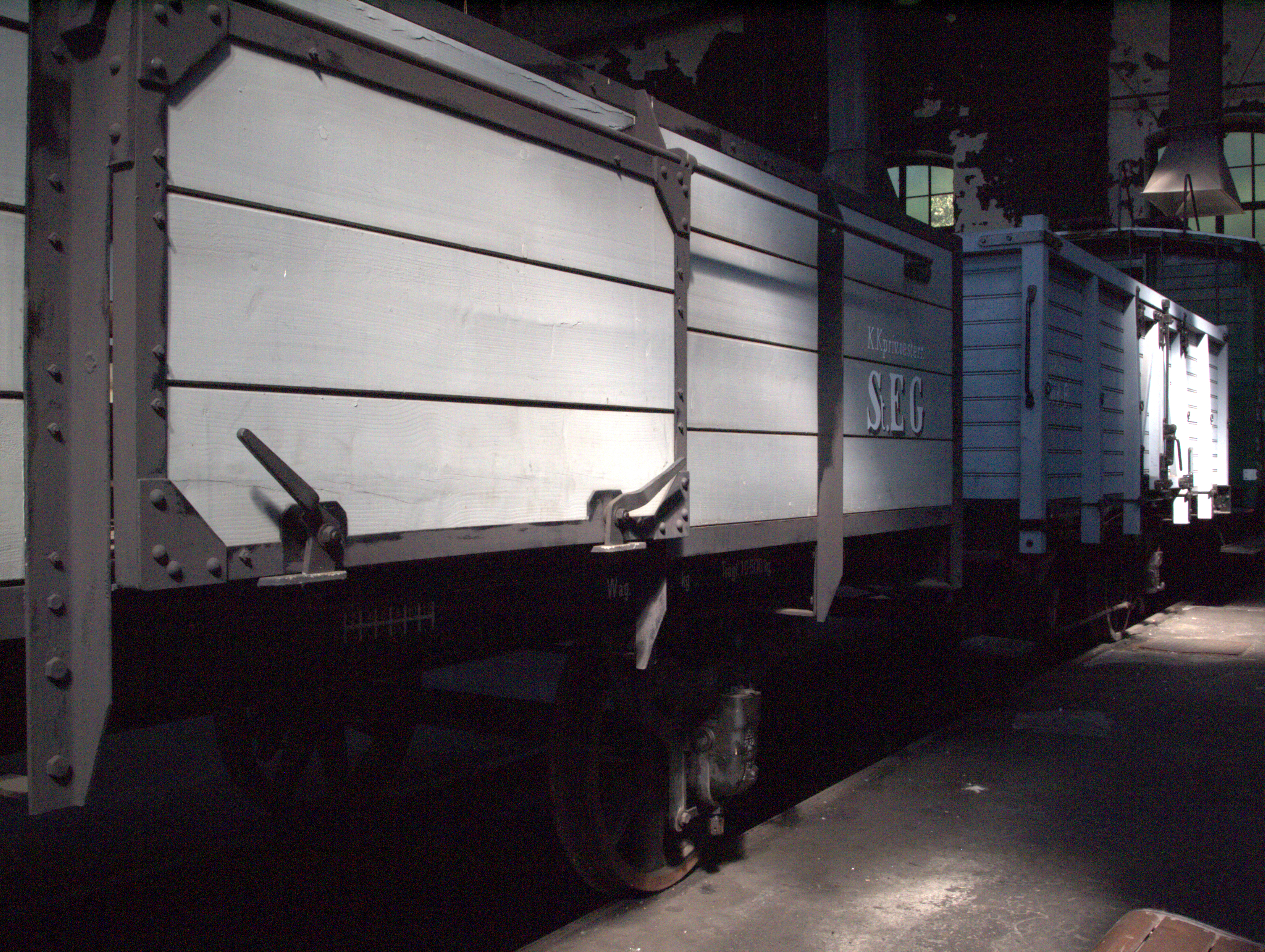
Erhaltene Güterwagen der StEG im Eisenbahnmuseum Strasshof
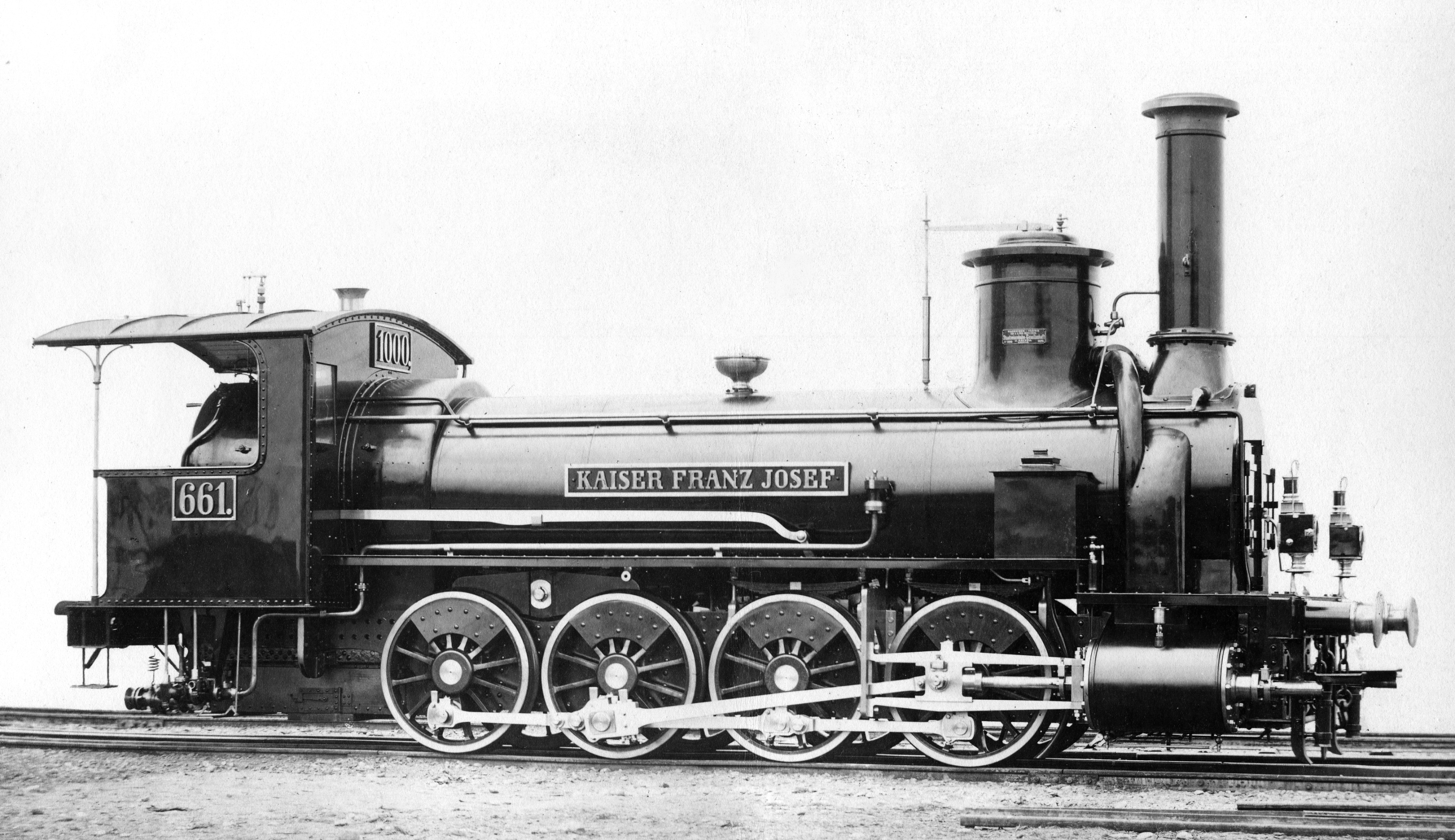
D n2 – Güterzugslok StEG V
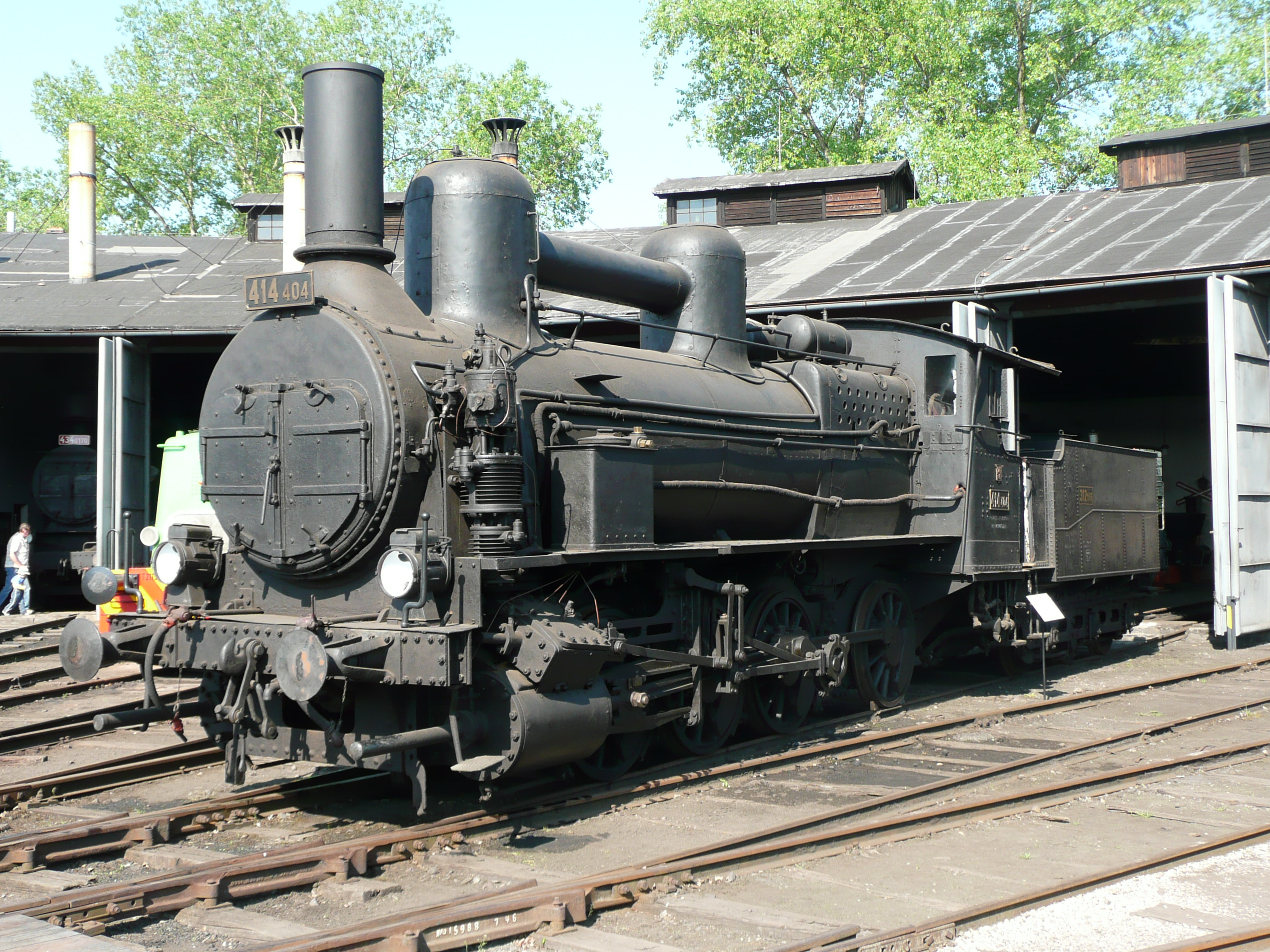
D h2 – Güterzugslok StEG Vg
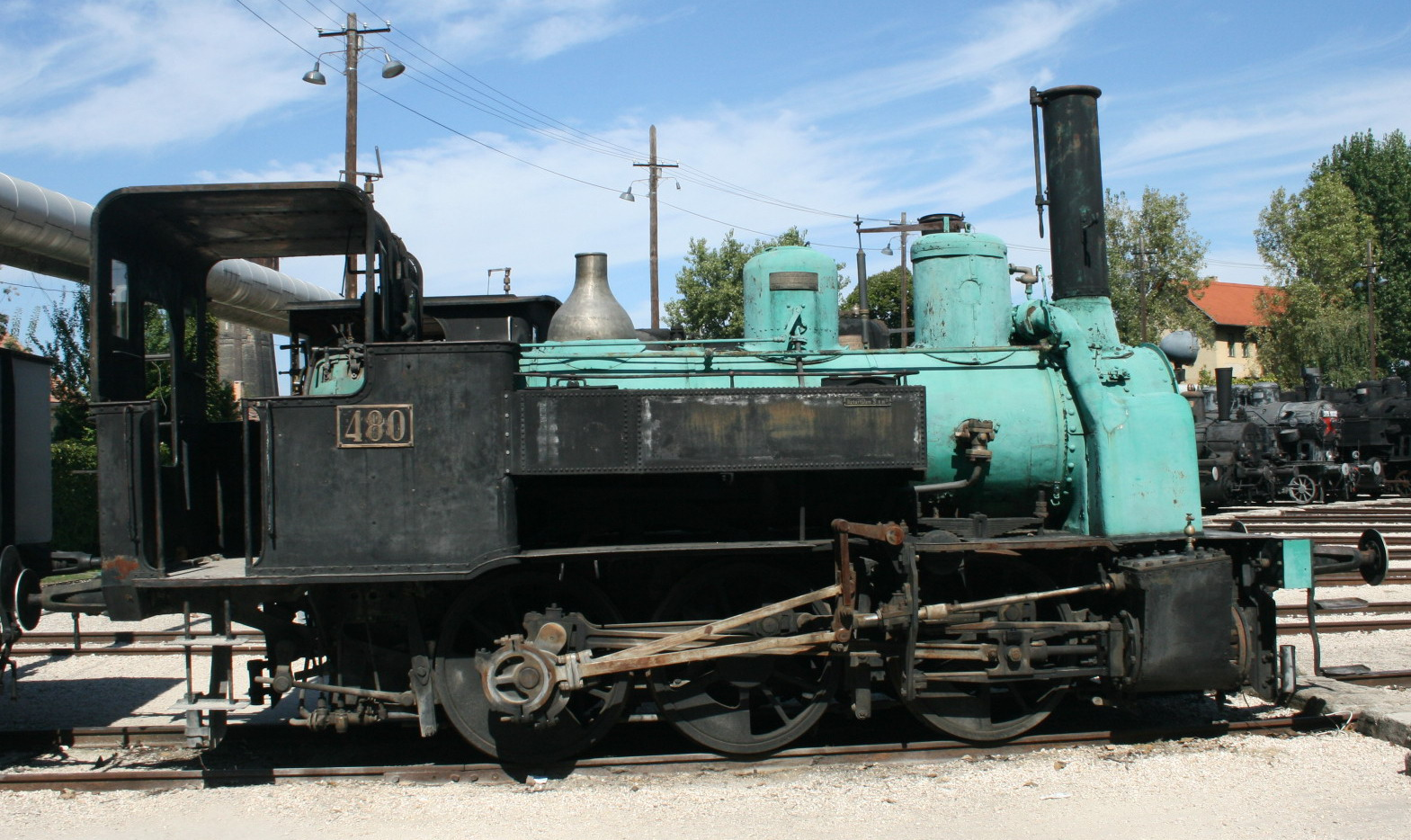
C n2t – Lokalbahnlokomotive StEG IVc
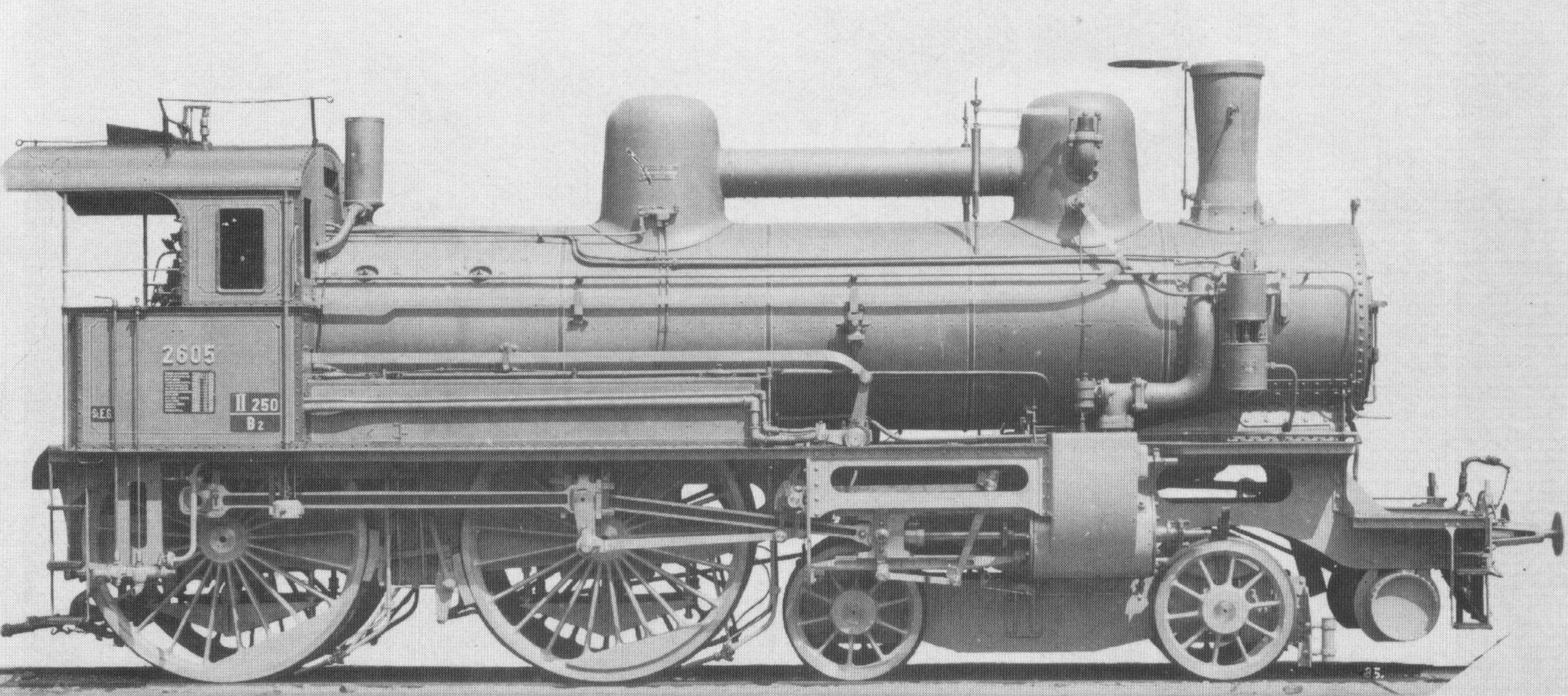
2'B n2 – Schnellzugslok Reihe StEG 26
1C h2 – Personenzugslok StEG 39
2C´n4v – Schnellzugslok Reihe StEG 36.5
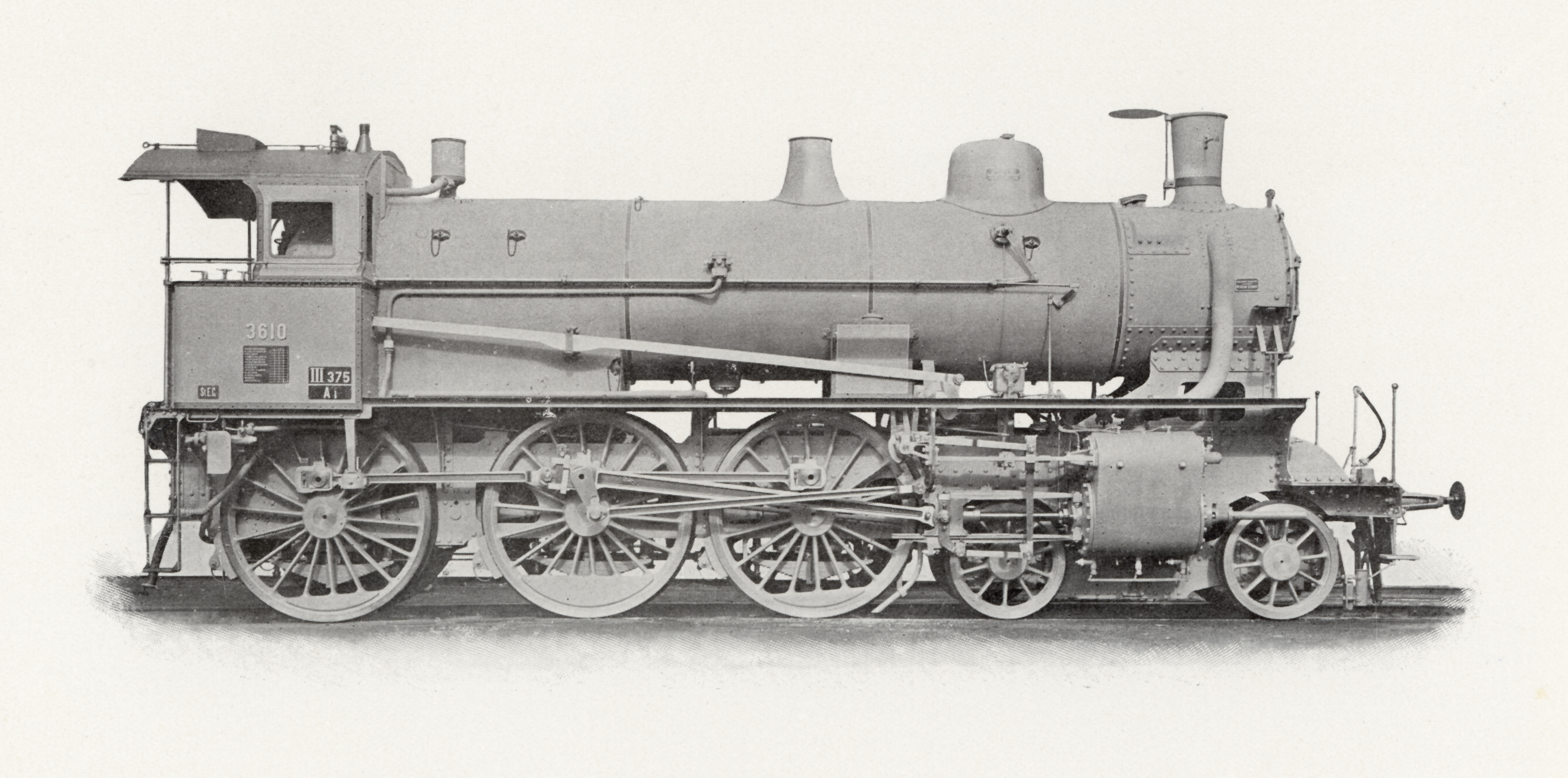
2'C h2 – Schnellzugslok StEG 36 (1908)